# Inlandsbahn
| Strecke                                                                                        |                | Erzbahn von Luleå                                                 | Erzbahn von Luleå                                                 |
| Bahnhof                                                                                        | 349,172        | Gällivare                                                         | 395 m ö.h.                                                        |
| Abzweig geradeaus und nach rechts                                                              |                | Erzbahn nach Narvik                                               | Erzbahn nach Narvik                                               |
| Kilometer-Wechsel                                                                              | 348,429        | Trafikverket / Inlandsbanan AB                                    | Trafikverket / Inlandsbanan AB                                    |
| ehemaliger Haltepunkt / Haltestelle                                                            | 341,200        | Attavaara                                                         | Attavaara                                                         |
| ehemaliger Bahnhof                                                                             | 336,050        | Kasajokk                                                          | 422 m ö.h.                                                        |
| ehemaliger Haltepunkt / Haltestelle                                                            | 332,200        | Hippasrova                                                        | Hippasrova                                                        |
| ehemaliger Haltepunkt / Haltestelle                                                            | 325,381        | Ödemarksvägen                                                     | Ödemarksvägen                                                     |
| ehemaliger Bahnhof                                                                             | 323,484        | Kuosakåbbå                                                        | 469 m ö.h.                                                        |
| ehemaliger Haltepunkt / Haltestelle                                                            | 319,000        | Avvakajjo                                                         | Avvakajjo                                                         |
| ehemaliger Bahnhof                                                                             | 310,550        | Jutsajaure                                                        | 422 m ö.h.                                                        |
| Abzweig geradeaus und ehemals von rechts                                                       |                | Anschluss Båtbryggan                                              | Anschluss Båtbryggan                                              |
| ehemaliger Haltepunkt / Haltestelle                                                            | 303,978        | Luspebryggan                                                      | 376 m ö.h.                                                        |
| ehemaliger Haltepunkt / Haltestelle                                                            | 298,395        | Kronsågen                                                         | Kronsågen                                                         |
| Bahnhof                                                                                        | 296,202        | Porjus                                                            | 371 m ö.h.                                                        |
| Abzweig geradeaus und ehemals nach rechts                                                      |                | Anschluss Porjus smältverk                                        | Anschluss Porjus smältverk                                        |
| ehemaliger Haltepunkt / Haltestelle                                                            | 294,800        | Porjusfallen                                                      | Porjusfallen                                                      |
| Abzweig geradeaus und ehemals nach links                                                       |                | Anschluss Porjus kraftstation                                     | Anschluss Porjus kraftstation                                     |
| ehemaliger Haltepunkt / Haltestelle                                                            | 290,695        | Harsprångsselet (bis 1951 Harsprånget)                            | 329 m ö.h.                                                        |
| Abzweig geradeaus und ehemals nach links                                                       |                | Anschluss Wasserkraftwerk Harsprånget                             | Anschluss Wasserkraftwerk Harsprånget                             |
| ehemaliger Haltepunkt / Haltestelle                                                            | 289,750        | Luleälvsbron                                                      | Luleälvsbron                                                      |
| Brücke über Wasserlauf                                                                         | 289,737        | Luleälvsbron, Stora Luleälven (ehem. komb. Schiene-Straße, 185 m) | Luleälvsbron, Stora Luleälven (ehem. komb. Schiene-Straße, 185 m) |
| ehemaliger Haltepunkt / Haltestelle                                                            | 285,975        | Harsprånget (bis 1951 Harsprångsstigen)                           | 313 m ö.h.                                                        |
| ehemaliger Bahnhof                                                                             | 279,640        | Pakkoselet                                                        | Pakkoselet                                                        |
| ehemaliger Haltepunkt / Haltestelle                                                            | 270,796        | Liggavägen                                                        | 313 m ö.h.                                                        |
| ehemaliger Bahnhof                                                                             | 267,378        | Ligga                                                             | 292 m ö.h.                                                        |
| ehemaliger Haltepunkt / Haltestelle                                                            | 253,800        | Vajkijaur                                                         | 264 m ö.h.                                                        |
| Brücke über Wasserlauf                                                                         | 252,080        | Lilla Luleälven                                                   | Lilla Luleälven                                                   |
| Abzweig geradeaus und ehemals nach links                                                       | 249,791        | Anschluss Jokkmokks industrispår                                  | Anschluss Jokkmokks industrispår                                  |
| Bahnhof                                                                                        | 248,969        | Jokkmokk                                                          | 242 m ö.h.                                                        |
| Tunnel                                                                                         |                | Nyborgtunnel (50 m)                                               | Nyborgtunnel (50 m)                                               |
| Haltepunkt / Haltestelle                                                                       | 241,323        | Geografiska polcirkeln                                            | Geografiska polcirkeln                                            |
| Grenze                                                                                         |                | Polarkreis                                                        | Polarkreis                                                        |
| ehemaliger Bahnhof                                                                             | 238,776        | Piatis                                                            | Piatis                                                            |
| ehemaliger Bahnhof                                                                             | 231,023        | Vaimat                                                            | Vaimat                                                            |
| ehemaliger Haltepunkt / Haltestelle                                                            | 228,137        | Sasnekape                                                         | Sasnekape                                                         |
| Abzweig geradeaus und ehemals von rechts                                                       | 227,300        | Anschluss Vaimats grusgrop                                        | Anschluss Vaimats grusgrop                                        |
| ehemaliger Bahnhof                                                                             | 224,894        | Apokätno                                                          | 365 m ö.h.                                                        |
| ehemaliger Haltepunkt / Haltestelle                                                            | 222,447        | Tårrajaur                                                         | Tårrajaur                                                         |
| Blockstelle                                                                                    | 217,160        | Maitum (ehem. Bahnhof)                                            | 375 m ö.h.                                                        |
| ehemaliger Bahnhof                                                                             | 207,468        | Kerkejaure                                                        | Kerkejaure                                                        |
| ehemaliger Bahnhof                                                                             | 203,023        | Rahanåive                                                         | Rahanåive                                                         |
| ehemaliger Bahnhof                                                                             | 189,795        | Kitajaur                                                          | 342 m ö.h.                                                        |
| Bahnhof                                                                                        | 185,813        | Kåbdalis                                                          | 349 m ö.h.                                                        |
| ehemaliger Haltepunkt / Haltestelle                                                            | 184,583        | Kåbdalisvägen                                                     | Kåbdalisvägen                                                     |
| ehemaliger Bahnhof                                                                             | 177,327        | Kvänberget                                                        | Kvänberget                                                        |
| ehemaliger Bahnhof                                                                             | 167,456        | Tellejåkk                                                         | Tellejåkk                                                         |
| ehemaliger Bahnhof                                                                             | 161,927        | Kuri                                                              | Kuri                                                              |
| Haltepunkt / Haltestelle                                                                       | 147,514        | Varjisträsk (ehem. Bahnhof)                                       | 306 m ö.h.                                                        |
| Brücke über Wasserlauf                                                                         |                |                                                                   |                                                                   |
| ehemaliger Bahnhof                                                                             | 138,981        | Iggejaur                                                          | 329 m ö.h.                                                        |
| Haltepunkt / Haltestelle                                                                       | 136,350        | Piteälvsbron                                                      | Piteälvsbron                                                      |
| Brücke über Wasserlauf                                                                         | 136,223        | Piteälven (komb. Schiene-Straße)                                  | Piteälven (komb. Schiene-Straße)                                  |
| ehemaliger Bahnhof                                                                             | 134,013        | Trollforsen                                                       | Trollforsen                                                       |
| Brücke über Wasserlauf                                                                         |                |                                                                   |                                                                   |
| Bahnhof                                                                                        | 123,633        | Moskosel                                                          | 339 m ö.h.                                                        |
| ehemaliger Bahnhof                                                                             | 114,682        | Tjappsåive                                                        | Tjappsåive                                                        |
| ehemalige Blockstelle                                                                          | 108,075        | Brännliden                                                        | Brännliden                                                        |
| Haltepunkt / Haltestelle                                                                       | 104,980        | Auktsjaur (früher Bahnhof)                                        | 405 m ö.h.                                                        |
| ehemaliger Bahnhof                                                                             | 99,971         | Utterträsk                                                        | Utterträsk                                                        |
| ehemaliger Bahnhof                                                                             | 91,848         | Ravenjaur                                                         | Ravenjaur                                                         |
| ehemaliger Bahnhof                                                                             | 85,561         | Akkavare                                                          | 389 m ö.h.                                                        |
| Brücke über Wasserlauf                                                                         |                | Byskeälven                                                        | Byskeälven                                                        |
| Abzweig geradeaus und von links                                                                | 81,758         | Norra Kikkejaur                                                   | Norra Kikkejaur                                                   |
| Brücke über Wasserlauf                                                                         |                | Långträskälven                                                    | Långträskälven                                                    |
| Brücke über Wasserlauf                                                                         |                | Svärdälven                                                        | Svärdälven                                                        |
| Abzweig nach links und von links · Bahnhof quer                                                | 75,558327,639  | Arvidsjaur nach Jörn                                              | 386 m ö.h.                                                        |
| Abzweig geradeaus und nach rechts                                                              | 324,532        | Klocksta                                                          | Klocksta                                                          |
| ehemaliger Bahnhof                                                                             | 314,889        | Julträsk                                                          | Julträsk                                                          |
| Brücke über Wasserlauf                                                                         | 312,700        | Svärdälven                                                        | Svärdälven                                                        |
| ehemaliger Haltepunkt / Haltestelle                                                            | 310,461        | Dunliden                                                          | Dunliden                                                          |
| Haltepunkt / Haltestelle                                                                       | 302,265        | Avaviken (ehem. Bahnhof)                                          | 428 m ö.h.                                                        |
| Abzweig geradeaus und ehemals nach rechts                                                      |                | Avavikens grusgrop                                                | Avavikens grusgrop                                                |
| ehemaliger Bahnhof                                                                             | 294,766        | Renviken                                                          | 424 m ö.h.                                                        |
| ehemaliger Haltepunkt / Haltestelle                                                            | 293,900        | Buddnakk                                                          | Buddnakk                                                          |
| ehemaliger Bahnhof                                                                             | 286,990        | Gullön                                                            | Gullön                                                            |
| ehemaliger Haltepunkt / Haltestelle                                                            | 283,194        | Järvtandberget                                                    | Järvtandberget                                                    |
| Brücke über Wasserlauf                                                                         |                | Skellefte älv                                                     | Skellefte älv                                                     |
| Bahnhof                                                                                        | 274,308        | Slagnäs                                                           | 421 m ö.h.                                                        |
| ehemalige Blockstelle                                                                          | 270,280        | Bocktjärn                                                         | Bocktjärn                                                         |
| Haltepunkt / Haltestelle                                                                       | 259,641        | Buresjön (ehem. Bahnhof)                                          | Buresjön (ehem. Bahnhof)                                          |
| ehemaliger Haltepunkt / Haltestelle                                                            | 250,652        | Svergoträsk                                                       | Svergoträsk                                                       |
| Abzweig geradeaus und von rechts                                                               | 242,608        | Anschluss Sorsele industrispår                                    | Anschluss Sorsele industrispår                                    |
| Bahnhof                                                                                        | 239,145        | Sorsele                                                           | 350 m ö.h.                                                        |
| ehemalige Blockstelle                                                                          | 233,510        | Grundträsk (Krutträsk)                                            | Grundträsk (Krutträsk)                                            |
| ehemaliger Bahnhof                                                                             | 229,484        | Antastugan                                                        | Antastugan                                                        |
| ehemaliger Bahnhof                                                                             | 224,157        | Kvarnbränna                                                       | Kvarnbränna                                                       |
| Haltepunkt / Haltestelle                                                                       | 216,685        | Blattnicksele (ehem. Bahnhof)                                     | 339 m ö.h.                                                        |
| Brücke über Wasserlauf                                                                         | 211,500        | Vindelälven                                                       | Vindelälven                                                       |
| ehemaliger Bahnhof                                                                             | 210,588        | Sandsele                                                          | Sandsele                                                          |
| Haltepunkt / Haltestelle                                                                       | 203,899        | Sandsjönäs                                                        | Sandsjönäs                                                        |
| Dienststation / Betriebs- oder Güterbahnhof                                                    | 200,520        | Lomselenäs (ehem. Personenhalt)                                   | 342 m ö.h.                                                        |
| Brücke über Wasserlauf                                                                         |                | Juktån                                                            | Juktån                                                            |
| Brücke über Wasserlauf                                                                         |                | Juktån                                                            | Juktån                                                            |
| ehemaliger Bahnhof                                                                             | 191,752        | Gubberget                                                         | Gubberget                                                         |
| ehemaliger Bahnhof                                                                             | 186,998        | Bokktion                                                          | Bokktion                                                          |
| ehemaliger Bahnhof                                                                             | 178,054        | Svartträsk                                                        | Svartträsk                                                        |
| ehemaliger Haltepunkt / Haltestelle                                                            | 169,980        | Bleviksberget                                                     | Bleviksberget                                                     |
| Abzweig geradeaus und ehemals nach rechts                                                      | 169,000        | Storumans industrispår (bis 1989)                                 | Storumans industrispår (bis 1989)                                 |
| Brücke                                                                                         | 167,855        | E 12                                                              | E 12                                                              |
| Bahnhof                                                                                        | 167,181312,445 | Storuman                                                          | 356 m ö.h.                                                        |
| Abzweig geradeaus und nach links                                                               |                | nach Hällnäs                                                      | nach Hällnäs                                                      |
| Abzweig geradeaus und von links                                                                | 309,750        | Gleisdreieck zum Storumanterminalen und nach Hällnäs              | Gleisdreieck zum Storumanterminalen und nach Hällnäs              |
| Brücke über Wasserlauf                                                                         | 309,200        | Umeälv                                                            | Umeälv                                                            |
| Blockstelle                                                                                    | 302,241        | Vinlidsberg (ehem. Bahnhof), Holzverladeanlage                    | Vinlidsberg (ehem. Bahnhof), Holzverladeanlage                    |
| Brücke über Wasserlauf                                                                         |                | Storbäcken                                                        | Storbäcken                                                        |
| ehemaliger Haltepunkt / Haltestelle                                                            | 293,900        | Verksamheten                                                      | Verksamheten                                                      |
| ehemaliger Bahnhof                                                                             | 289,226        | Norrheden                                                         | Norrheden                                                         |
| ehemaliger Haltepunkt / Haltestelle                                                            | 281,800        | Frostberget                                                       | 483 m ö.h.                                                        |
| ehemaliger Bahnhof                                                                             | 278,643        | Fiandberg                                                         | Fiandberg                                                         |
| Bahnhof                                                                                        | 270,924        | Vojmån                                                            | 407 m ö.h.                                                        |
| Brücke über Wasserlauf                                                                         |                | Vojmån                                                            | Vojmån                                                            |
| ehemaliger Bahnhof                                                                             | 263,264        | Volgsele                                                          | Volgsele                                                          |
| ehemaliger Bahnhof                                                                             | 258,645        | Aronsjölid                                                        | Aronsjölid                                                        |
| Haltepunkt / Haltestelle Streckenanfang (Strecke außer Betrieb) · Strecke                      | 6,881          | Holmsele hamn                                                     | 343 m ö.h.                                                        |
| Haltepunkt / Haltestelle (Strecke außer Betrieb) · Strecke                                     | 4,500          | Holmsele                                                          | 351 m ö.h.                                                        |
| Brücke über Wasserlauf (Strecke außer Betrieb) · Strecke                                       | 3,800          | Lillån                                                            | Lillån                                                            |
| Strecke (außer Betrieb) · Blockstelle                                                          | 248,778        | Lövliden (ehem. Keilbahnhof)                                      | Lövliden (ehem. Keilbahnhof)                                      |
| Strecke nach links (außer Betrieb) · Abzweig geradeaus und ehemals von rechts                  | 0,000248,463   | Holmseleväxeln                                                    | 348 m ö.h.                                                        |
| Brücke über Wasserlauf                                                                         |                | Nästansjöån                                                       | Nästansjöån                                                       |
| Abzweig geradeaus und von links                                                                | 248,205        | Anschluss Vilhelmina Timmer                                       | Anschluss Vilhelmina Timmer                                       |
| Haltepunkt / Haltestelle                                                                       | 247,820        | Vilhelmina Norra                                                  | Vilhelmina Norra                                                  |
| Bahnhof                                                                                        | 244,374        | Vilhelmina                                                        | 345 m ö.h.                                                        |
| Abzweig geradeaus und nach links                                                               |                | Anschluss Vilhelmina industriområde                               | Anschluss Vilhelmina industriområde                               |
| Brücke über Wasserlauf                                                                         |                | Vojmån                                                            | Vojmån                                                            |
| ehemaliger Bahnhof                                                                             | 234,648        | Volgsjöfors                                                       | Volgsjöfors                                                       |
| ehemaliger Haltepunkt / Haltestelle                                                            | 225,500        | Meselberget                                                       | Meselberget                                                       |
| Bahnhof                                                                                        | 222,070        | Meselefors                                                        | Meselefors                                                        |
| Brücke über Wasserlauf                                                                         | 220,700        | Ångermanälven (bis 1972 komb. Schiene-Straße)                     | Ångermanälven (bis 1972 komb. Schiene-Straße)                     |
| ehemaliger Haltepunkt / Haltestelle                                                            | 220,520        | Bränna                                                            | Bränna                                                            |
| Haltepunkt / Haltestelle                                                                       | 220,500        | Meselefors Campingplats                                           | Meselefors Campingplats                                           |
| ehemaliger Bahnhof                                                                             | 209,235        | Granberget                                                        | Granberget                                                        |
| ehemaliger Bahnhof                                                                             | 197,538        | Saxvattnet                                                        | Saxvattnet                                                        |
| Abzweig geradeaus und ehemals von links                                                        | 190,257        | Anschluss Storbergets industrispår                                | Anschluss Storbergets industrispår                                |
| ehemaliger Haltepunkt / Haltestelle                                                            | 190,200        | Storberget                                                        | Storberget                                                        |
| Bahnhof                                                                                        | 188,024        | Dorotea                                                           | 295 m ö.h.                                                        |
| Haltepunkt / Haltestelle                                                                       | 187,020        | Dorotea Campingplats                                              | Dorotea Campingplats                                              |
| Brücke über Wasserlauf                                                                         |                | Bergvattenån                                                      | Bergvattenån                                                      |
| ehemaliger Haltepunkt / Haltestelle                                                            | 182,000        | Lapphällan                                                        | Lapphällan                                                        |
| Brücke                                                                                         | 179,000        | E 45                                                              | E 45                                                              |
| ehemaliger Haltepunkt / Haltestelle                                                            | 178,854        | Kilvamma                                                          | Kilvamma                                                          |
| Brücke über Wasserlauf                                                                         |                | Rörströmssjön                                                     | Rörströmssjön                                                     |
| Strecke                                                                                        |                | Flussinsel Långön                                                 | Flussinsel Långön                                                 |
| Brücke über Wasserlauf                                                                         |                | Rörströmssjön                                                     | Rörströmssjön                                                     |
| ehemaliger Haltepunkt / Haltestelle                                                            | 174,563        | Rörström                                                          | Rörström                                                          |
| Abzweig geradeaus und von links                                                                |                | von Forsmo                                                        | von Forsmo                                                        |
| Bahnhof                                                                                        | 166,903        | Hoting                                                            | Hoting                                                            |
| Haltepunkt / Haltestelle                                                                       | 164,700        | Hoting Campingplats                                               | Hoting Campingplats                                               |
| Brücke über Wasserlauf                                                                         |                | Tåslöven                                                          | Tåslöven                                                          |
| Brücke über Wasserlauf                                                                         |                | Tåslöven                                                          | Tåslöven                                                          |
| Brücke über Wasserlauf                                                                         |                | Flåsjöån                                                          | Flåsjöån                                                          |
| ehemaliger Bahnhof                                                                             | 152,439        | Stornäset                                                         | 287 m ö.h.                                                        |
| ehemaliger Haltepunkt / Haltestelle                                                            | 143,000        | Renmyrskullen                                                     | Renmyrskullen                                                     |
| ehemaliger Bahnhof                                                                             | 141,074        | Flåsjön                                                           | Flåsjön                                                           |
| Haltepunkt / Haltestelle                                                                       | 135,065        | Lövberga (ehem. Bahnhof)                                          | 270 m ö.h.                                                        |
| ehemaliger Bahnhof                                                                             | 126,454        | Österkälen                                                        | Österkälen                                                        |
| Betriebsstelle Streckenanfang (Strecke außer Betrieb) · Strecke                                | 4,828          | Strömsund hamn                                                    | Strömsund hamn                                                    |
| Betriebsstelle Strecke bis hier außer Betrieb · Strecke                                        | 4,339          | Strömsund (ehem. Bahnhof)                                         | 291 m ö.h.                                                        |
| Abzweig geradeaus und nach links · Strecke                                                     |                | Anschluss Strömsund cementvarufabrik                              | Anschluss Strömsund cementvarufabrik                              |
| Abzweig geradeaus und von links · Strecke                                                      | 0,741          | Anschluss Ulrikfors industriområde                                | Anschluss Ulrikfors industriområde                                |
| Strecke nach links · Abzweig geradeaus und von rechts                                          |                |                                                                   |                                                                   |
| Bahnhof                                                                                        | 0,000115,341   | Ulriksfors                                                        | 289 m ö.h.                                                        |
| Brücke über Wasserlauf                                                                         |                | Faxälven                                                          | Faxälven                                                          |
| Brücke über Wasserlauf                                                                         |                | Faxälven                                                          | Faxälven                                                          |
| Brücke über Wasserlauf                                                                         |                | Faxälven                                                          | Faxälven                                                          |
| Brücke über Wasserlauf                                                                         |                | Faxälven                                                          | Faxälven                                                          |
| ehemaliger Bahnhof                                                                             | 110,590        | Tännviken                                                         | Tännviken                                                         |
| Brücke über Wasserlauf                                                                         |                | Ströms Vattudal                                                   | Ströms Vattudal                                                   |
| ehemaliger Haltepunkt / Haltestelle                                                            | 106,475        | Mullnäset                                                         | Mullnäset                                                         |
| ehemaliger Bahnhof                                                                             | 98,290         | Hallviken                                                         | Hallviken                                                         |
| ehemaliger Bahnhof                                                                             | 91,785         | Gisselås                                                          | Gisselås                                                          |
| Brücke über Wasserlauf                                                                         |                | Sikåsån                                                           | Sikåsån                                                           |
| ehemaliger Haltepunkt / Haltestelle                                                            | 80,900         | Sikåsbyn                                                          | Sikåsbyn                                                          |
| Bahnhof                                                                                        | 79,9410,000    | Jämtlands Sikås                                                   | 321 m ö.h.                                                        |
| Abzweig geradeaus und nach links · Strecke von rechts (außer Betrieb)                          | 1,100          | Anschluss Sikås Trä (Gleisende)                                   | Anschluss Sikås Trä (Gleisende)                                   |
| Strecke · Bahnhof (Strecke außer Betrieb)                                                      | 9,409          | Hammerdal                                                         | Hammerdal                                                         |
| Strecke · Betriebsstelle Streckenende (Strecke außer Betrieb)                                  | 10,000         | Hammerdal hamn                                                    | Hammerdal hamn                                                    |
| ehemaliger Bahnhof                                                                             | 68,298         | Björvallen (Raftsjön)                                             | Björvallen (Raftsjön)                                             |
| Blockstelle                                                                                    | 61,169         | Munkflohögen (ehem. Bahnhof)                                      | Munkflohögen (ehem. Bahnhof)                                      |
| ehemaliger Bahnhof                                                                             | 52,773         | Gulåstjärn                                                        | Gulåstjärn                                                        |
| ehemaliger Bahnhof                                                                             | 45,202         | Norderåsen                                                        | Norderåsen                                                        |
| ehemaliger Haltepunkt / Haltestelle                                                            | 40,062         | Grötom                                                            | Grötom                                                            |
| Haltepunkt / Haltestelle                                                                       | 38,122         | Häggenås (ehem. Bahnhof)                                          | Häggenås (ehem. Bahnhof)                                          |
| ehemaliger Haltepunkt / Haltestelle                                                            | 35,400         | Stenbrottet                                                       | Stenbrottet                                                       |
| ehemaliger Haltepunkt / Haltestelle                                                            | 30,300         | Brevåg                                                            | Brevåg                                                            |
| Brücke über Wasserlauf                                                                         |                | Hårkan                                                            | Hårkan                                                            |
| Bahnhof                                                                                        | 28,387         | Lit                                                               | 255 m ö.h.                                                        |
| ehemaliger Haltepunkt / Haltestelle                                                            | 27,700         | Söre                                                              | Söre                                                              |
| ehemaliger Haltepunkt / Haltestelle                                                            | 25,578         | Klösta                                                            | Klösta                                                            |
| Brücke über Wasserlauf                                                                         |                | Lången                                                            | Lången                                                            |
| Brücke über Wasserlauf                                                                         |                | Indalsälven                                                       | Indalsälven                                                       |
| ehemaliger Bahnhof                                                                             | 20,550         | Litnäset                                                          | Litnäset                                                          |
| ehemaliger Haltepunkt / Haltestelle                                                            | 15,202         | Granbro                                                           | Granbro                                                           |
| Blockstelle                                                                                    | 12,618         | Åskott (ehem. Bahnhof)                                            | Åskott (ehem. Bahnhof)                                            |
| ehemalige Blockstelle                                                                          | 9,420          | Kännåsen                                                          | Kännåsen                                                          |
| ehemaliger Haltepunkt / Haltestelle                                                            | 5,300          | Östersem                                                          | Östersem                                                          |
| ehemaliger Haltepunkt / Haltestelle                                                            | 4,100          | Lugnviks Norra                                                    | Lugnviks Norra                                                    |
| ehemaliger Haltepunkt / Haltestelle                                                            | 3,500          | Lugnviks Södra                                                    | Lugnviks Södra                                                    |
| Blockstelle                                                                                    | 2,823          | Lottgatan                                                         | Lottgatan                                                         |
| Haltepunkt / Haltestelle                                                                       | 1,925          | Jamtli                                                            | Jamtli                                                            |
| Kilometer-Wechsel                                                                              | 1,350          | Inlandsbanan AB / Trafikverket                                    | Inlandsbanan AB / Trafikverket                                    |
| Abzweig geradeaus und von rechts                                                               |                | von Trondheim (Norwegen)                                          | von Trondheim (Norwegen)                                          |
| Haltepunkt / Haltestelle                                                                       | 1,009          | Östersund Västra                                                  | Östersund Västra                                                  |
| Bahnhof                                                                                        | 0,000585,946   | Östersund C                                                       | 296 m ö.h.                                                        |
| Dienststation / Betriebs- oder Güterbahnhof                                                    | 579,000        | Ope (ehem. Personenhalt)                                          | Ope (ehem. Personenhalt)                                          |
| ehemaliger Haltepunkt / Haltestelle                                                            | 576,000        | Optand                                                            | Optand                                                            |
| ehemaliger Haltepunkt / Haltestelle                                                            | 574,000        | Grytan                                                            | Grytan                                                            |
| Bahnhof                                                                                        | 571,061527,145 | Brunflo                                                           | 327 m ö.h.                                                        |
| Abzweig geradeaus und nach links                                                               |                | nach Sundsvall                                                    | nach Sundsvall                                                    |
| Kilometer-Wechsel                                                                              | 525,951        | Trafikverket / Inlandsbanan AB                                    | Trafikverket / Inlandsbanan AB                                    |
| Blockstelle                                                                                    | 524,267        | Haxäng                                                            | Haxäng                                                            |
| ehemaliger Bahnhof                                                                             | 521,470        | Ångsta                                                            | Ångsta                                                            |
| ehemaliger Haltepunkt / Haltestelle                                                            | 519,231        | Lassbyn                                                           | Lassbyn                                                           |
| Haltepunkt / Haltestelle                                                                       | 515,038        | Tandsbyn (ehem. Bahnhof)                                          | Tandsbyn (ehem. Bahnhof)                                          |
| ehemaliger Haltepunkt / Haltestelle                                                            | 510,425        | Skute                                                             | Skute                                                             |
| ehemaliger Haltepunkt / Haltestelle                                                            | 507,600        | Stengärde                                                         | Stengärde                                                         |
| Bahnhof                                                                                        | 504,491        | Fåker                                                             | 346 m ö.h.                                                        |
| ehemaliger Haltepunkt / Haltestelle                                                            | 501,370        | Näkten                                                            | Näkten                                                            |
| Haltepunkt / Haltestelle                                                                       | 496,203        | Hackås (ehem. Bahnhof)                                            | Hackås (ehem. Bahnhof)                                            |
| Brücke über Wasserlauf                                                                         |                | Bilståån                                                          | Bilståån                                                          |
| ehemaliger Haltepunkt / Haltestelle                                                            | 494,950        | Östnår                                                            | Östnår                                                            |
| ehemaliger Bahnhof                                                                             | 490,792        | Vikbäcken                                                         | Vikbäcken                                                         |
| Abzweig geradeaus und ehemals nach links                                                       | 481,538        | Industrieanschluss Skuckuviken                                    | Industrieanschluss Skuckuviken                                    |
| ehemaliger Bahnhof                                                                             | 478,648        | Skanderåsen                                                       | Skanderåsen                                                       |
| Dienststation / Betriebs- oder Güterbahnhof                                                    | 475,030        | Svenstavik                                                        | 475 m ö.h.                                                        |
| Haltepunkt / Haltestelle                                                                       | 474,440        | Svenstavik Centrum                                                | Svenstavik Centrum                                                |
| ehemaliger Bahnhof                                                                             | 470,869        | Rörösjön                                                          | Rörösjön                                                          |
| Blockstelle                                                                                    | 465,175        | Brånan (ehem. Bahnhof)                                            | 360 m ö.h.                                                        |
| Bahnhof                                                                                        | 459,680        | Åsarna (auch Åsarna Central)                                      | 357 m ö.h.                                                        |
| Haltepunkt / Haltestelle                                                                       | 458,980        | Åsarna Södra                                                      | Åsarna Södra                                                      |
| ehemaliger Haltepunkt / Haltestelle                                                            | 458,300        | Furubo                                                            | Furubo                                                            |
| Brücke über Wasserlauf                                                                         |                | Ljungan                                                           | Ljungan                                                           |
| Haltepunkt / Haltestelle                                                                       | 450,250        | Kvarnsjö (neuer Hp)                                               | Kvarnsjö (neuer Hp)                                               |
| ehemaliger Bahnhof                                                                             | 449,476        | Kvarnsjö                                                          | Kvarnsjö                                                          |
| Bahnhof                                                                                        | 440,200        | Röjan                                                             | 401 m ö.h.                                                        |
| Strecke                                                                                        |                | längste Gerade der Inlandsbahn, etwa 9 km                         | längste Gerade der Inlandsbahn, etwa 9 km                         |
| Haltepunkt / Haltestelle                                                                       | 431,706        | Nederhögen (bis 1931 Bryngelhögen, ehem. Bf)                      | 369 m ö.h.                                                        |
| ehemaliger Haltepunkt / Haltestelle                                                            | 428,245        | Bryngelhögen                                                      | Bryngelhögen                                                      |
| Haltepunkt / Haltestelle                                                                       | 418,668        | Sörtjärn                                                          | 301 m ö.h.                                                        |
| Brücke über Wasserlauf                                                                         | 412,800        | Hoan                                                              | Hoan                                                              |
| ehemaliger Haltepunkt / Haltestelle                                                            | 410,304        | Oppigården                                                        | Oppigården                                                        |
| Haltepunkt / Haltestelle                                                                       | 407,005        | Överhogdal                                                        | Överhogdal                                                        |
| ehemaliger Bahnhof                                                                             | 405,693        | Överhogdal                                                        | 294 m ö.h.                                                        |
|                                                                                                | 401,440        | Anschluss Överhogdals grusgrop                                    | Anschluss Överhogdals grusgrop                                    |
| Bahnhof                                                                                        | 397,010        | Ytterhogdal                                                       | 302 m ö.h.                                                        |
| ehemalige Blockstelle                                                                          | 386,322        | Jämnvallen                                                        | Jämnvallen                                                        |
| ehemaliger Bahnhof                                                                             | 380,851        | Andåsvallen                                                       | Andåsvallen                                                       |
| ehemaliger Bahnhof                                                                             | 370,135        | Älvros                                                            | 351 m ö.h.                                                        |
| ehemaliger Bahnhof                                                                             | 366,224        | Ytterbergsbyn                                                     | Ytterbergsbyn                                                     |
| Abzweig von links und ehemals von rechts · Strecke nach rechts                                 |                | von Hede                                                          | von Hede                                                          |
| Bahnhof                                                                                        | 357,397        | Sveg                                                              | 358 m ö.h.                                                        |
| Brücke über Wasserlauf                                                                         | 356,631        | Ljusnan; Mankellbron (Schiene-Straße)                             | Ljusnan; Mankellbron (Schiene-Straße)                             |
| Haltepunkt / Haltestelle                                                                       | 355,445        | Bäckedal                                                          | Bäckedal                                                          |
| Strecke nach links · Strecke von rechts                                                        |                |                                                                   |                                                                   |
| ehemaliger Haltepunkt / Haltestelle                                                            | 352,767        | Byheden                                                           | Byheden                                                           |
| ehemaliger Bahnhof                                                                             | 344,703        | Bodarsjön                                                         | 369 m ö.h.                                                        |
| ehemaliger Haltepunkt / Haltestelle                                                            | 239,294        | Hundsjövallen                                                     | Hundsjövallen                                                     |
| ehemaliger Bahnhof                                                                             | 335,045        | Kropptjärn                                                        | Kropptjärn                                                        |
| Bahnhof                                                                                        | 323,195        | Fågelsjö                                                          | 408 m ö.h.                                                        |
| ehemaliger Haltepunkt / Haltestelle                                                            | 315,809        | Sidertjärn                                                        | Sidertjärn                                                        |
| Haltepunkt / Haltestelle                                                                       | 310,389        | Tandsjöborg                                                       | Tandsjöborg                                                       |
| Haltepunkt / Haltestelle                                                                       | 303,744        | Lillhamra                                                         | Lillhamra                                                         |
| Haltepunkt / Haltestelle                                                                       | 295,058        | Vassjön                                                           | 459 m ö.h.                                                        |
| Blockstelle                                                                                    | 289,500        | Knoppens vattentag (Wasserstelle)                                 | Knoppens vattentag (Wasserstelle)                                 |
| Bahnhof                                                                                        | 285,862        | Älvho (bis 1911: Oreho)                                           | 395 m ö.h.                                                        |
| Brücke über Wasserlauf                                                                         |                | Oreälven                                                          | Oreälven                                                          |
| ehemaliger Haltepunkt / Haltestelle                                                            | 273,720        | Gråtbäck                                                          | Gråtbäck                                                          |
| ehemaliger Haltepunkt / Haltestelle                                                            | 270,300        | Björnidet                                                         | 524 m ö.h.                                                        |
| ehemaliger Haltepunkt / Haltestelle                                                            | 262,658        | Emådalen                                                          | 427 m ö.h.                                                        |
| Brücke über Wasserlauf                                                                         |                | Ämån                                                              | Ämån                                                              |
| Blockstelle                                                                                    | 245,700        | Tallhed (früher Bahnhof)                                          | 214 m ö.h.                                                        |
| ehemaliger Haltepunkt / Haltestelle                                                            | 238,221        | Hansjö                                                            | Hansjö                                                            |
| Brücke über Wasserlauf                                                                         |                | Oreälven                                                          | Oreälven                                                          |
| Abzweig geradeaus und von links                                                                |                | Strecke von Bollnäs                                               | Strecke von Bollnäs                                               |
| Bahnhof                                                                                        | 234,393        | Orsa                                                              | 166 m ö.h.                                                        |
| ehemaliger Haltepunkt / Haltestelle                                                            | 231,306        | Holen                                                             | Holen                                                             |
| ehemaliger Haltepunkt / Haltestelle                                                            | 229,602        | Lisselhed                                                         | Lisselhed                                                         |
| Haltepunkt / Haltestelle                                                                       | 226,359        | Vattnäs                                                           | Vattnäs                                                           |
| Haltepunkt / Haltestelle                                                                       | 222,481        | Mora Lasarett                                                     | Mora Lasarett                                                     |
| Kilometer-Wechsel                                                                              | 221,572        | Inlandsbanan AB / Trafikverket                                    | Inlandsbanan AB / Trafikverket                                    |
| Abzweig geradeaus, ehemals nach links und von links                                            |                | von Rättvik                                                       | von Rättvik                                                       |
| Brücke über Wasserlauf                                                                         |                | Österdalälven (Klappbrücke)                                       | Österdalälven (Klappbrücke)                                       |
| Bahnhof                                                                                        | 220,667        | Mora                                                              | 167 m ö.h.                                                        |
| Haltepunkt / Haltestelle                                                                       | 219,594        | Morastrand                                                        | Morastrand                                                        |
| Abzweig geradeaus und nach rechts                                                              |                | Älvdalsbahn nach Märbäck                                          | Älvdalsbahn nach Märbäck                                          |
| ehemaliger Haltepunkt / Haltestelle                                                            | 219,023        | Saxviken                                                          | Saxviken                                                          |
| Abzweig geradeaus und ehemals nach links                                                       | 218,450        | Mora Industriområde                                               | Mora Industriområde                                               |
| Abzweig geradeaus und nach links                                                               | 216,895        | Wibe                                                              | Wibe                                                              |
| Blockstelle                                                                                    | 216,200        | Lomsmyren                                                         | Lomsmyren                                                         |
| ehemaliger Haltepunkt / Haltestelle                                                            | 211,700        | Norra Vika                                                        | Norra Vika                                                        |
| ehemaliger Kopfbahnhof Strecke ab hier außer Betrieb                                           | 210,228        | Vika                                                              | 187 m ö.h.                                                        |
| Haltepunkt / Haltestelle (Strecke außer Betrieb)                                               | 203,650        | Ryssån                                                            | Ryssån                                                            |
| Haltepunkt / Haltestelle (Strecke außer Betrieb)                                               | 200,900        | Siljansfors                                                       | Siljansfors                                                       |
| Bahnhof (Strecke außer Betrieb)                                                                | 193,729        | Vimo                                                              | Vimo                                                              |
| Abzweig geradeaus und nach links (Strecke außer Betrieb)                                       |                | Vimo grosgrup                                                     | Vimo grosgrup                                                     |
| Bahnhof (Strecke außer Betrieb)                                                                | 191,139        | Vimosågen (Kättbo)                                                | Vimosågen (Kättbo)                                                |
| Bahnhof (Strecke außer Betrieb)                                                                | 181,652        | Gävunda                                                           | 268 m ö.h.                                                        |
| Bahnhof (Strecke außer Betrieb)                                                                | 172,859        | Brintbodarna                                                      | 251 m ö.h.                                                        |
| Abzweig geradeaus und nach rechts (Strecke außer Betrieb)                                      |                | nach Malung (bis 1934)                                            | nach Malung (bis 1934)                                            |
| Haltepunkt / Haltestelle (Strecke außer Betrieb)                                               | 167,600        | Björkbäcken                                                       | Björkbäcken                                                       |
| Haltepunkt / Haltestelle (Strecke außer Betrieb)                                               | 165,300        | Rämyrbaden                                                        | Rämyrbaden                                                        |
| Bahnhof (Strecke außer Betrieb)                                                                | 163,315        | Van                                                               | Van                                                               |
| Haltepunkt / Haltestelle (Strecke außer Betrieb)                                               | 160,300        | Erikfors                                                          | Erikfors                                                          |
| Betriebsstelle Strecke bis hier außer Betrieb                                                  | 151,382        | Dalasågen (Vansbro bruk)                                          | Dalasågen (Vansbro bruk)                                          |
| Brücke über Wasserlauf                                                                         |                | Vanån                                                             | Vanån                                                             |
| Abzweig geradeaus und von links                                                                |                | Västerdalbahn von Borlänge                                        | Västerdalbahn von Borlänge                                        |
| Dienststation / Betriebs- oder Güterbahnhof                                                    | 149,983        | Vansbro                                                           | 239 m ö.h.                                                        |
| Abzweig ehemals geradeaus und nach rechts                                                      |                | Västerdalbahn nach Malung (ab 1934)                               | Västerdalbahn nach Malung (ab 1934)                               |
| Abzweig geradeaus und von links (Strecke außer Betrieb)                                        |                | Industriebahn von Eldforsen (erst Schmalspur, etwa 3 km)          | Industriebahn von Eldforsen (erst Schmalspur, etwa 3 km)          |
| Bahnhof (Strecke außer Betrieb)                                                                | 141,515        | Tretjärn                                                          | Tretjärn                                                          |
| Brücke über Wasserlauf (Strecke außer Betrieb)                                                 |                | Västerdalälven                                                    | Västerdalälven                                                    |
| Haltepunkt / Haltestelle (Strecke außer Betrieb)                                               | 135,200        | Andersfors                                                        | Andersfors                                                        |
| Brücke über Wasserlauf (Strecke außer Betrieb)                                                 |                | Östra Vakern                                                      | Östra Vakern                                                      |
| Bahnhof (Strecke außer Betrieb)                                                                | 130,845        | Vakern                                                            | Vakern                                                            |
| Haltepunkt / Haltestelle (Strecke außer Betrieb)                                               | 127,800        | Vakerskogen                                                       | 319 m ö.h.                                                        |
| Blockstelle (Strecke außer Betrieb)                                                            | 125,542        | Gräddsjön                                                         | Gräddsjön                                                         |
| Bahnhof (Strecke außer Betrieb)                                                                | 118,841        | Sågen                                                             | Sågen                                                             |
| Haltepunkt / Haltestelle (Strecke außer Betrieb)                                               | 115,500        | Långmarken                                                        | Långmarken                                                        |
| Bahnhof (Strecke außer Betrieb)                                                                | 108,363        | Neva                                                              | Neva                                                              |
| Abzweig geradeaus und nach links (Strecke außer Betrieb)                                       |                | Hällefors–Fredriksbergs Järnvägar nach Fredriksberg               | Hällefors–Fredriksbergs Järnvägar nach Fredriksberg               |
| Haltepunkt / Haltestelle (Strecke außer Betrieb)                                               | 103,700        | Klosstjärn                                                        | Klosstjärn                                                        |
| Bahnhof (Strecke außer Betrieb)                                                                | 100,017        | Oforsen                                                           | 257 m ö.h.                                                        |
| Bahnhof (Strecke außer Betrieb)                                                                | 92,689         | Rämmen                                                            | Rämmen                                                            |
| Haltepunkt / Haltestelle (Strecke außer Betrieb)                                               | 87,000         | Axelmossen                                                        | Axelmossen                                                        |
| Bahnhof (Strecke außer Betrieb)                                                                | 85,965         | Lesjöfors                                                         | Lesjöfors                                                         |
| Abzweig geradeaus und nach links (Strecke außer Betrieb)                                       |                | Industrieanschluss etwa 1 km                                      | Industrieanschluss etwa 1 km                                      |
| Haltepunkt / Haltestelle (Strecke außer Betrieb)                                               | 84,400         | Lesjöbruk                                                         | Lesjöbruk                                                         |
| Haltepunkt / Haltestelle (Strecke außer Betrieb)                                               | 81,700         | Spelbo                                                            | Spelbo                                                            |
| Bahnhof (Strecke außer Betrieb)                                                                | 80,000         | Franstorp                                                         | Franstorp                                                         |
| Bahnhof (Strecke außer Betrieb)                                                                | 75,170         | Långbansände                                                      | Långbansände                                                      |
| Bahnhof (Strecke außer Betrieb)                                                                | 70,428         | Långban (Långbanshyttan)                                          | 215 m ö.h.                                                        |
| Haltepunkt / Haltestelle (Strecke außer Betrieb)                                               | 66,000         | Horrsjönby                                                        | Horrsjönby                                                        |
| Haltepunkt / Haltestelle (Strecke außer Betrieb)                                               | 64,164         | Horrsjön                                                          | Horrsjön                                                          |
|                                                                                                | 58,089         |                                                                   |                                                                   |
| Abzweig geradeaus und von links · Strecke von rechts                                           |                |                                                                   |                                                                   |
| Strecke · Betriebsstelle Streckenende                                                          | 59,127         | Persberg gruva (Anschlussbahn, ehem. Bahnhof)                     | Persberg gruva (Anschlussbahn, ehem. Bahnhof)                     |
| Blockstelle                                                                                    | 57,927201,000  | Persberg (ehem. Bahnhof)                                          | 207 m ö.h.                                                        |
| Strecke von links · Abzweig ehemals geradeaus und nach rechts                                  |                | Neubaustrecke nach Filipstad (Västra) seit 1964                   | Neubaustrecke nach Filipstad (Västra) seit 1964                   |
| Bahnhof (Strecke außer Betrieb)                                                                | 55,367         | Gåsgruvan                                                         | Gåsgruvan                                                         |
| Strecke von rechts (außer Betrieb) · Strecke (außer Betrieb)                                   |                | FNBJ nach Nordmark (Schmalspur)                                   | FNBJ nach Nordmark (Schmalspur)                                   |
| Bahnhof (Strecke außer Betrieb) · Strecke (außer Betrieb)                                      | 60,327         | Finnshyttan                                                       | Finnshyttan                                                       |
| Kreuzung (Strecke geradeaus außer Betrieb) · Strecke (außer Betrieb)                           |                | Neubaustrecke Persberg–Filipstad (Västra)                         | Neubaustrecke Persberg–Filipstad (Västra)                         |
| Bahnhof (Strecke außer Betrieb) · Strecke (außer Betrieb)                                      | 58,102         | Filipstad Östra                                                   | 157 m ö.h.                                                        |
| Blockstelle (Strecke außer Betrieb) · Strecke (außer Betrieb)                                  | 56,000         | Stensta                                                           | Stensta                                                           |
| Haltepunkt / Haltestelle (Strecke außer Betrieb) · Strecke (außer Betrieb)                     | 55,100         | Hennickhammaren                                                   | Hennickhammaren                                                   |
| Strecke (außer Betrieb) · Bahnhof (Strecke außer Betrieb)                                      | 53,181         | Nyhyttan                                                          | 191 m ö.h.                                                        |
| Strecke nach links (außer Betrieb) · Abzweig geradeaus und nach rechts (Strecke außer Betrieb) |                |                                                                   |                                                                   |
| Blockstelle (Strecke außer Betrieb)                                                            | 51,000         | Trehörningen                                                      | Trehörningen                                                      |
| Abzweig geradeaus und von links (Strecke außer Betrieb)                                        |                | von Gammalkroppa övre (Anschlussbahn, ca. 1 km)                   | von Gammalkroppa övre (Anschlussbahn, ca. 1 km)                   |
| Bahnhof (Strecke außer Betrieb)                                                                | 47,038         | Gammalkroppa                                                      | Gammalkroppa                                                      |
| Abzweig ehemals geradeaus und von links                                                        |                | Bergslagbahn von Ställdalen                                       | Bergslagbahn von Ställdalen                                       |
| ehemaliger Bahnhof                                                                             | 43,248         | Herrhult (1877–1972)                                              | Herrhult (1877–1972)                                              |
| Strecke nach links · Abzweig geradeaus, nach rechts und von rechts                             |                | Bergslagbahn von Kil und nach Filipstad (Västra)                  | Bergslagbahn von Kil und nach Filipstad (Västra)                  |
| Bahnhof                                                                                        | 176,87040,550  | Nykroppa                                                          | 150 m ö.h.                                                        |
| Haltepunkt / Haltestelle                                                                       | 37,200         | Hättälven                                                         | Hättälven                                                         |
| Abzweig geradeaus und ehemals von rechts                                                       | 32,900         | Jordkullens grusgrop                                              | Jordkullens grusgrop                                              |
| Blockstelle                                                                                    | 30,010         | Badsta                                                            | Badsta                                                            |
| ehemaliger Haltepunkt / Haltestelle                                                            | 29,350         | Solvik                                                            | Solvik                                                            |
| Bahnhof                                                                                        | 27,890         | Storfors                                                          | Storfors                                                          |
| ehemaliger Haltepunkt / Haltestelle                                                            | 24,400         | Ängvägen                                                          | Ängvägen                                                          |
| ehemaliger Haltepunkt / Haltestelle                                                            | 22,700         | Släbråten                                                         | Släbråten                                                         |
| ehemaliger Haltepunkt / Haltestelle                                                            | 19,430         | Stockviken                                                        | Stockviken                                                        |
| Brücke über Wasserlauf                                                                         |                | Bergslagskanalen                                                  | Bergslagskanalen                                                  |
| Bahnhof                                                                                        | 16,365         | Nässundet                                                         | 114 m ö.h.                                                        |
| ehemaliger Haltepunkt / Haltestelle                                                            | 13,890         | Ullveteren (1936–1970, früher Bergsjö)                            | Ullveteren (1936–1970, früher Bergsjö)                            |
| ehemaliger Haltepunkt / Haltestelle                                                            | 12,000         | Grenviken (1938–1970)                                             | Grenviken (1938–1970)                                             |
| ehemaliger Bahnhof                                                                             | 10,153         | Sjöändan (Endpunkt der ehem. Pferdebahn)                          | Sjöändan (Endpunkt der ehem. Pferdebahn)                          |
| ehemalige Blockstelle                                                                          | 9,400          | Hedekullen                                                        | Hedekullen                                                        |
| Dienststation / Betriebs- oder Güterbahnhof                                                    | 2,244          | Spjutbäcken                                                       | Spjutbäcken                                                       |
| Abzweig geradeaus und von links                                                                |                | Värmlandbahn von Laxå                                             | Värmlandbahn von Laxå                                             |
| Bahnhof                                                                                        | 0,000          | Kristinehamn                                                      | 57 m ö.h.                                                         |
| Strecke                                                                                        |                | Värmlandbahn nach Karlstad                                        | Värmlandbahn nach Karlstad                                        |

| Blockstelle                                 | 201,000 | Persberg                                 | 207 m ö.h.                               |
| Abzweig geradeaus und ehemals nach links    |         | alte Strecke über Nyhyttan nach Nykroppa | alte Strecke über Nyhyttan nach Nykroppa |
| Abzweig geradeaus und ehemals von rechts    |         | FNBJ von Nordmark (Schmalspur)           | FNBJ von Nordmark (Schmalspur)           |
| ehemaliger Bahnhof                          |         | Finnshyttan                              | 152 m ö.h.                               |
| Abzweig geradeaus und ehemals nach links    |         | nach Filipstad Östra–Nyhyttan            | nach Filipstad Östra–Nyhyttan            |
| Dienststation / Betriebs- oder Güterbahnhof | 193,000 | Filipstad (bis 1964 Filipstad Västra)    | Filipstad (bis 1964 Filipstad Västra)    |
| Abzweig geradeaus und von rechts            |         | Bergslagsbanan von Kil                   | Bergslagsbanan von Kil                   |
| Dienststation / Betriebs- oder Güterbahnhof | 184,650 | Daglösen                                 | Daglösen                                 |
| Abzweig geradeaus, nach links und von links |         | Bergslagsbanan von und nach Ställdalen   | Bergslagsbanan von und nach Ställdalen   |
| Bahnhof                                     | 176,870 | Nykroppa                                 | 150 m ö.h.                               |

Die Inlandsbanan (deutsch Binnenlandbahn, wörtlich übersetzt Inlandsbahn) ist eine Eisenbahnstrecke in Schweden, die größtenteils von der Eisenbahngesellschaft Inlandsbanan AB betrieben wird. Sie führt über eine Länge von mehr als 1288 km von Kristinehamn im Süden bis nach Gällivare im Norden.
Lange Zeit besaß die Bahnstrecke für den Personenverkehr nur noch eine untergeordnete Bedeutung. Die Personenbeförderung beschränkte sich auf die Sommermonate – hier werden (Stand Juni 2025) in der Hauptsache Touristen befördert. Erst langsam setzt hier wieder eine Änderung ein. Daneben hat die Bahn noch eine Bedeutung für den Holz-, Bodenschatz- und Warentransport. In Gällivare trifft die Inlandsbanan auf die Erzbahn, die Kiruna und das norwegische Narvik im Norden mit Luleå und der schwedischen Ostseeküste im Süden verbindet.

## Geschichte
Die Geschichte der Inlandsbahn wird in zwei Museen thematisiert, die sich in den Empfangsgebäuden und Güterschuppen der Bahnhöfe Sorsele (Inlandsbanemuseet – „Eisenbahnmuseum der Inlandsbahn“) und Moskosel (Rallarmuseet – „Museum der Eisenbahnarbeiter“) befinden.

### Bau
Erste Überlegungen, den Norden Schwedens über eine im Inland gelegene Eisenbahnstrecke zu erschließen, reichen bis ins Jahr 1897 zurück. Die erste Verbindung in den Norden war die Stambanan genom övre Norrland, die parallel zur schwedischen Ostküste verläuft. Deshalb gab es Bedenken seitens des Militärs, weil diese Strecke für Angriffe von der Küste her zu verletzlich war und deshalb durch eine Strecke im Inland für den Nachschub zu ergänzen sei. Weiter versprach eine solche Strecke die wirtschaftliche Erschließung der wenig entwickelten Inlandsregion in Nordschweden. Weiter gestärkt wurden die Bestrebungen für den Bau durch die Lösung Norwegens aus der Personalunion mit der schwedischen Krone 1905 (siehe: hier). Die schwedischen Provinzen Härjedalen und Jämtland, die bis dahin nach Norwegen und zur Atlantikküste hin orientiert waren, wurden nun durch die neue Grenze von diesen Verbindungen abgeschnitten. Die Inlandsbahn wurde zu einem „nationalen Projekt“.

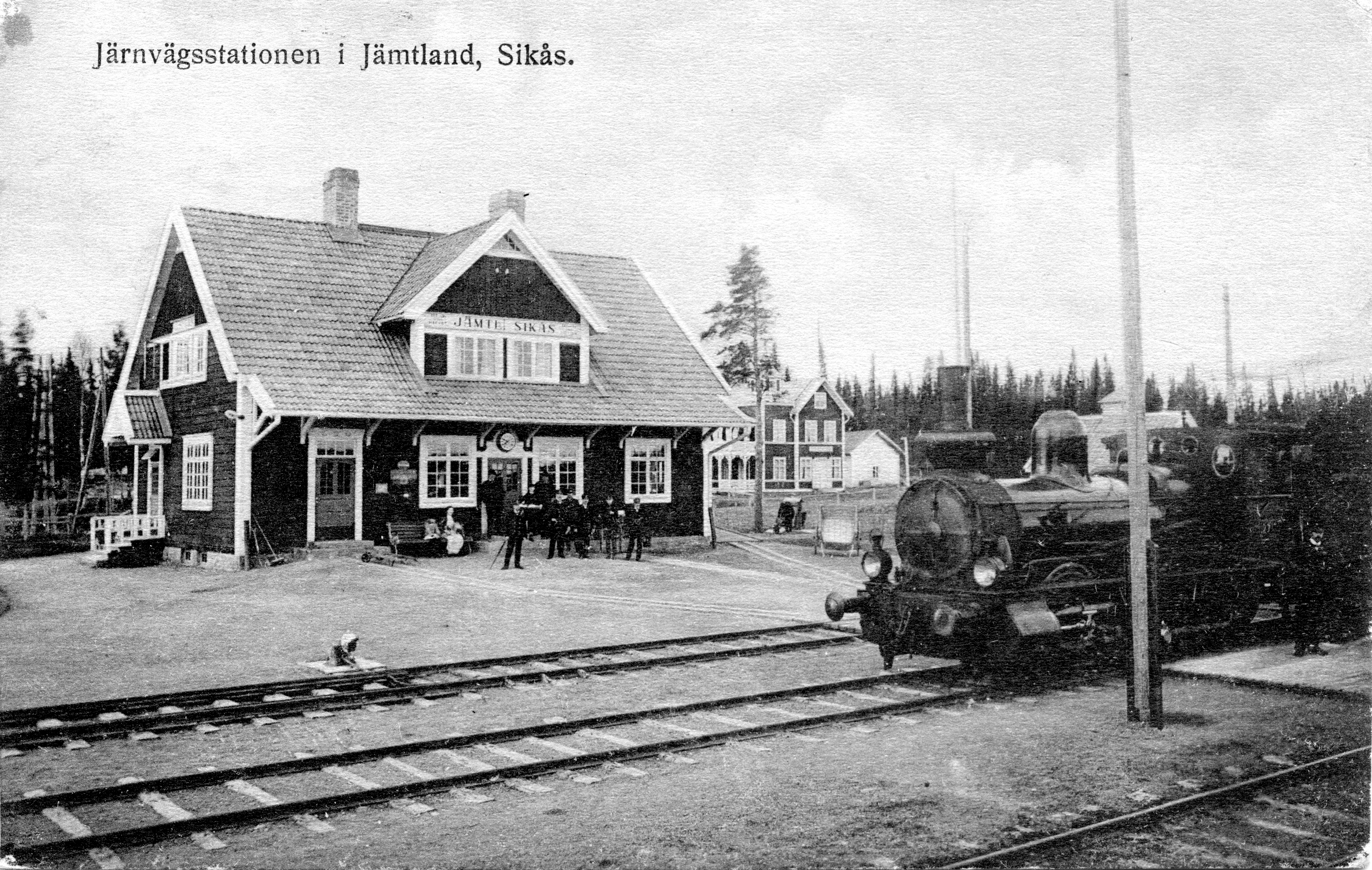
Bahnhof Jämtlands Sikås (um 1915)
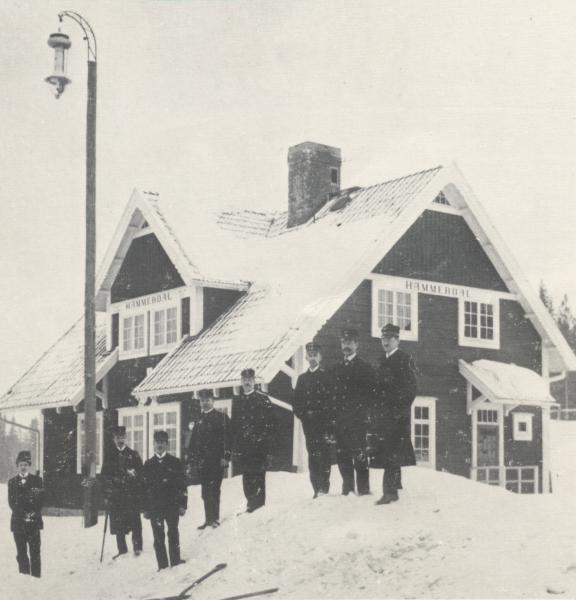
Bahnhof Hammerdal (1920)
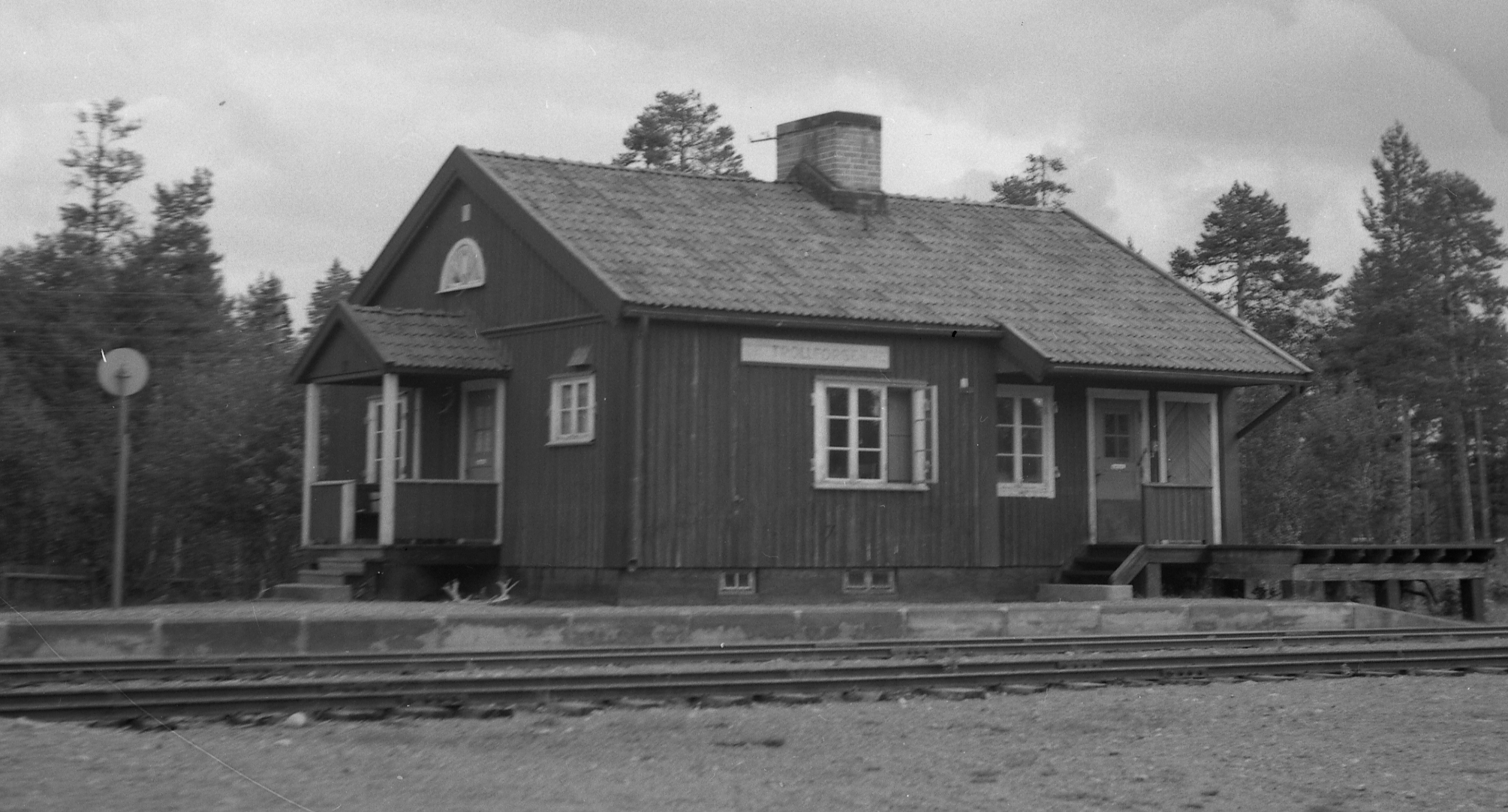
Station Trollforsen (1965)
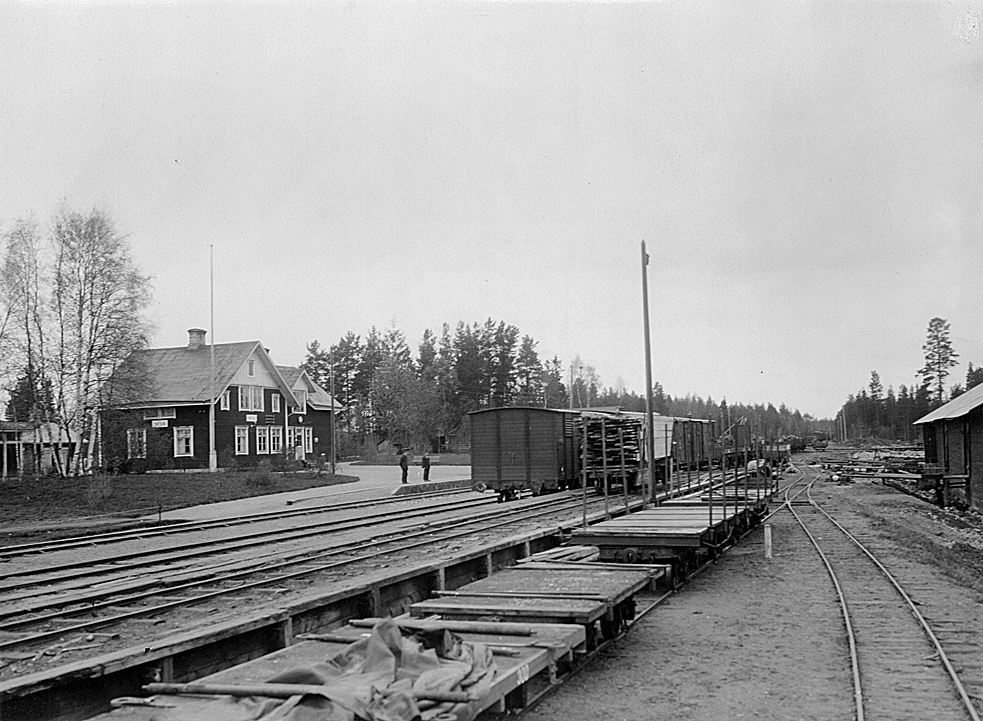
Bahnhof Neva (1925)
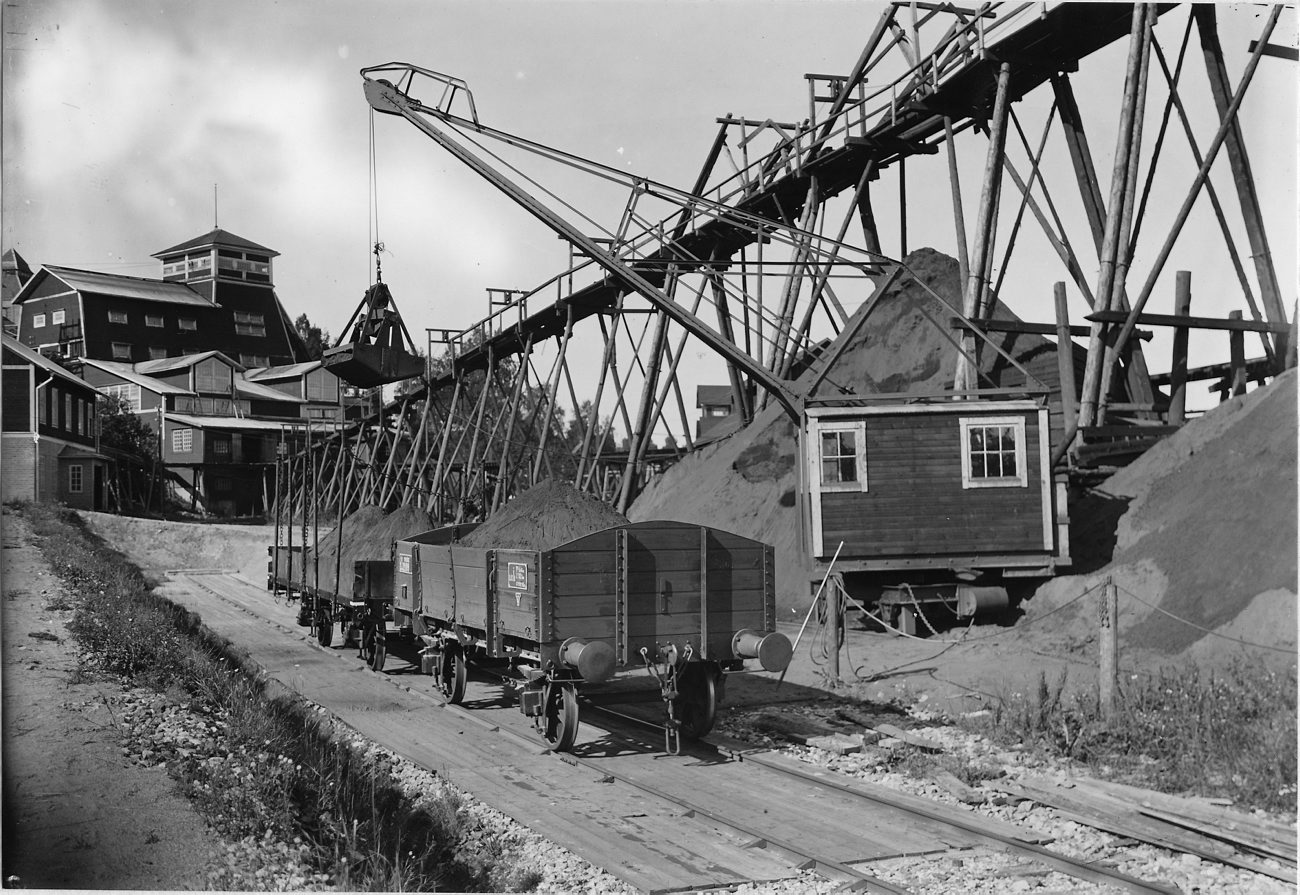
Persbergs gruva (1920)

1907 wurde nach dem zustimmenden Beschluss des Reichstags für den Bau einer Bahnstrecke von Östersund nach Ulriksfors mit dem Bau begonnen. Der Bau erfolgte durch die Staatsbahn Statens Järnvägar (SJ). Die beiden nördlichen Abschnitte (Mora–Östersund und Östersund–Gällivare) waren weitgehend Neubauabschnitte. Einbezogen wurden im Nordabschnitt zwei kurze, bereits bestehende Streckenabschnitte zwischen Mora und Orsa (13,5 km der Bahnstrecke Orsa–Falun) und der knapp 16 km lange Teilabschnitt von Brunflo nach Östersund V, Teil der Bahnstrecke Sundsvall–Storlien. In den mittleren Abschnitt wurde die Bahnstrecke Sveg–Orsa(–Mora) der Orsa–Härjeådalens Järnvägsaktiebolag einbezogen, die 1919 verstaatlicht wurde. Den südlichen Abschnitt bildete die ebenfalls als Privatbahn errichtete Strecke Mora–Kristinehamn der Östra Värmlands Järnväg, die 1916 verstaatlicht wurde.
Die Inlandsbahn wurde über einen Zeitraum von etwa 30 Jahren in Abschnitten gebaut und sukzessive in Betrieb genommen. In der Regel wurden die einzelnen Abschnitte etwa gleichzeitig von beiden Seiten in Angriff genommen. In Kåbdalis schlug 1936 der damalige Generaldirektor der SJ, Axel Granholm, den letzten Schienennagel in eine Schwelle, und am 6. August 1937 weihte der damalige Kronprinz Gustav Adolf dort diesen letzten Abschnitt der Bahn zwischen Arvidsjaur und Jokkmokk ein. In seiner Eröffnungsrede klang aber schon eine gewisse Skepsis hinsichtlich der Zukunft der Bahn an: „Der Bau, den wir jetzt vollenden …, bezeichnet das Ende des eigentlichen Eisenbahnbaus in unserem Land. … Wir befinden uns heute mitten in einer neuen Zeit, in der es darum geht, unser Landstraßennetz auszubauen und zu verbessern.“ Ein Gedenkstein erinnert an das Ereignis. Ab diesem Zeitpunkt war die Inlandsbahn in voller Länge in Betrieb. Der nächste größere Bahnbau in Schweden war dann tatsächlich erst die Botniabahn – 60 Jahre nach der Ansprache des Kronprinzen.
1964 fanden im Bereich von Filipstad größere betriebliche Veränderungen statt. Sie standen im Zusammenhang mit der Stilllegung der alten Strecke zwischen Nykroppa und Persberg. Die Züge fuhren daraufhin von Hornkullen über Daglösen nach Filipstad auf der ehemaligen Strecke von Bergslagernas Järnvägar. Zwischen Filipstad und Persberg wurde eine acht Kilometer lange Strecke neu gebaut, die nya banan.
Seit 1963 verfolgte der schwedische Staat die Politik, „unrentable“ Bahnstrecken stillzulegen. Die Inlandsbahn besaß für den Personenverkehr nur noch eine untergeordnete Bedeutung. 1988 wurde das schwedische Eisenbahnnetz in ein Kernnetz und mehrere Regionalnetze aufgeteilt. Die Inlandsbahn erhielt wegen ihres besonderen Charakters aber eine Sonderstellung. Mit dem Fahrplan 1990/1991 sollte gleichwohl der Personenverkehr komplett auf den Busverkehr verlagert werden, was zu starken Protesten der Anwohner führte. Die Aufgabe des Personenverkehrs wurde durch eine Reichstagswahl mit Regierungswechsel 1991 verhindert. In der Folge wurde das Inlandsbahn-Komitee gegründet, das die Strecke in eine regionale Trägerschaft überführte, bei der die Anliegergemeinden und der schwedische Staat gemeinsam für die Kosten aufkommen. (Der südliche Abschnitt war durch Stilllegungen von Teilstrecken nicht mehr durchgehend befahrbar und wurde nicht mit einbezogen.) Die 15 Anliegergemeinden gründeten für den Erhalt der Strecke eine Aktiengesellschaft, deren Aufgabe es letztendlich wurde, die Strecke zu betreiben, zu unterhalten, einen Fahrplan aufzustellen und Investitionsmittel zu verwalten. Die finanzielle Verantwortung für die Eisenbahninfrastruktur blieb aber beim Staat. Diese Eisenbahngesellschaft übernahm die Bahnstrecke zum 1. April 1993 von der SJ in einem pachtähnlichen Verhältnis.
Die staatliche Behörde, die nach der Auflösung der SJ für das schwedische Eisenbahnnetz zuständig ist – Trafikverket in Borlänge – listet die Inlandsbahn unter der Kategorie „Privatbahn“, hat der Strecke allerdings eine Streckennummer, die 99, zugewiesen. Die Inlandsbanan AB ist der verantwortliche Infrastrukturbetreiber und zugleich eines der Eisenbahnverkehrsunternehmen, das auf der Strecke Züge verkehren lässt.

### Eröffnungsdaten
Nordteil (Gällivare–Östersund):
- Gällivare–Luspebryggan 46 km, 1. Dezember 1910 (provisorischer Güterverkehr)
- Luspebryggan–Porjus 7 km, 8. Juli 1911 (provisorischer Güterverkehr)
- Lugnvik–Häggenås 35,3 km, 1. Oktober 1911
- Östersund–Lugnvik 2,8 km, 13. November 1912
- Häggenås–Ulriksfors 77,2 km, 1. Dezember 1912
- Jämtlands Sikås–Hammerdal 9,4 km, 1. Dezember 1912
- Strömsund–Ulriksfors 4,3 km, 1. Dezember 1912
- Ulriksfors–Hoting 51,6 km, 1. November 1914
- Hoting–Dorotea 21,1 km, 1. November 1915
- Gällivare–Porjus 53,0 km, 1. Dezember 1917
- Dorotea–Vilhelmina 56,4 km, 16. Februar 1918
- Vilhelmina–Storuman 68,0 km, 15. November 1923
- Lövliden–Holmsele hamn 6,9 km, 1. Juni 1924 (provisorisch schon 1921)
- Jokkmokk–Porjus 47,3 km, 21. November 1927
- Storuman–Sorsele 72,0 km, 1. Dezember 1929
- Sorsele–Arvidsjaur 87,5 km, 1. Dezember 1933
- Arvidsjaur–Jokkmokk 173,4 km, 7. August 1937

Mittelteil (Östersund–Mora):
- Brunflo–Hackås 30,3 km, 15. Dezember 1916
- Hackås–Svenstavik 21,3 km, 15. Dezember 1917
- Svenstavik–Åsarna 15,3 km, 1. Juli 1918
- Åsarna–Sveg 102,3 km, 21. September 1922[19]
- Mora Noret–Orsa 13,5 km, 1. August 1892
- Orsa–Bäckedal 121 km, 30. November 1908
- Bäckedal–Sveg 2 km, 9. Februar 1909

Südteil (Mora–Kristinehamn):
- Kristinehamn–Storfors, 3. Juni 1873
- Storfors–Gammalkroppa, 11. Dezember 1875
- Gammalkroppa–Persberg/Finnshyttan, 1. Dezember 1876
- Persberg–Oforsen, 1. November 1889
- Oforsen–Vansbro, 1. November 1890
- Vansbro–Mora, 1. November 1891[20]

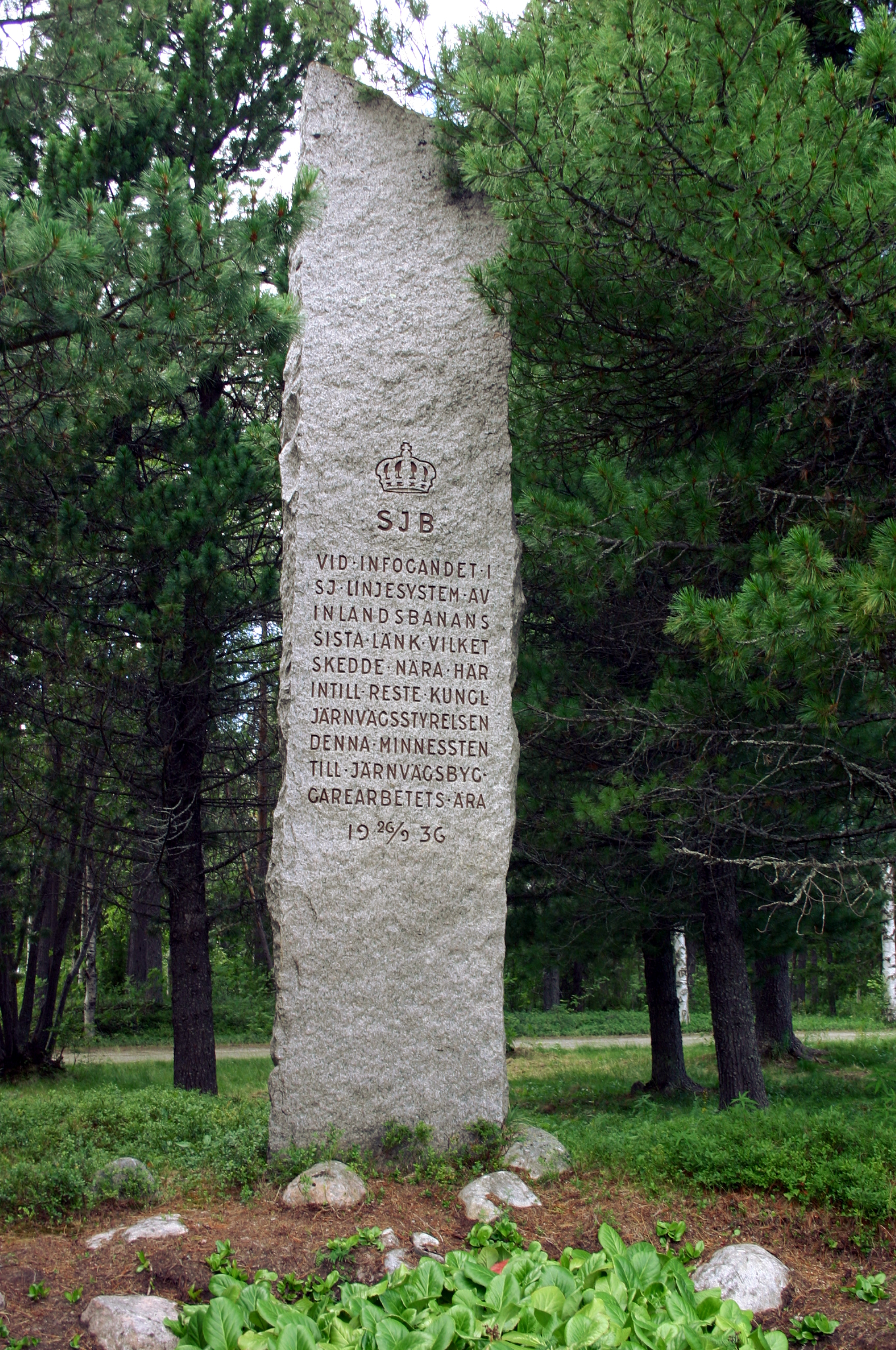
Gedenkstein in Kåbdalis
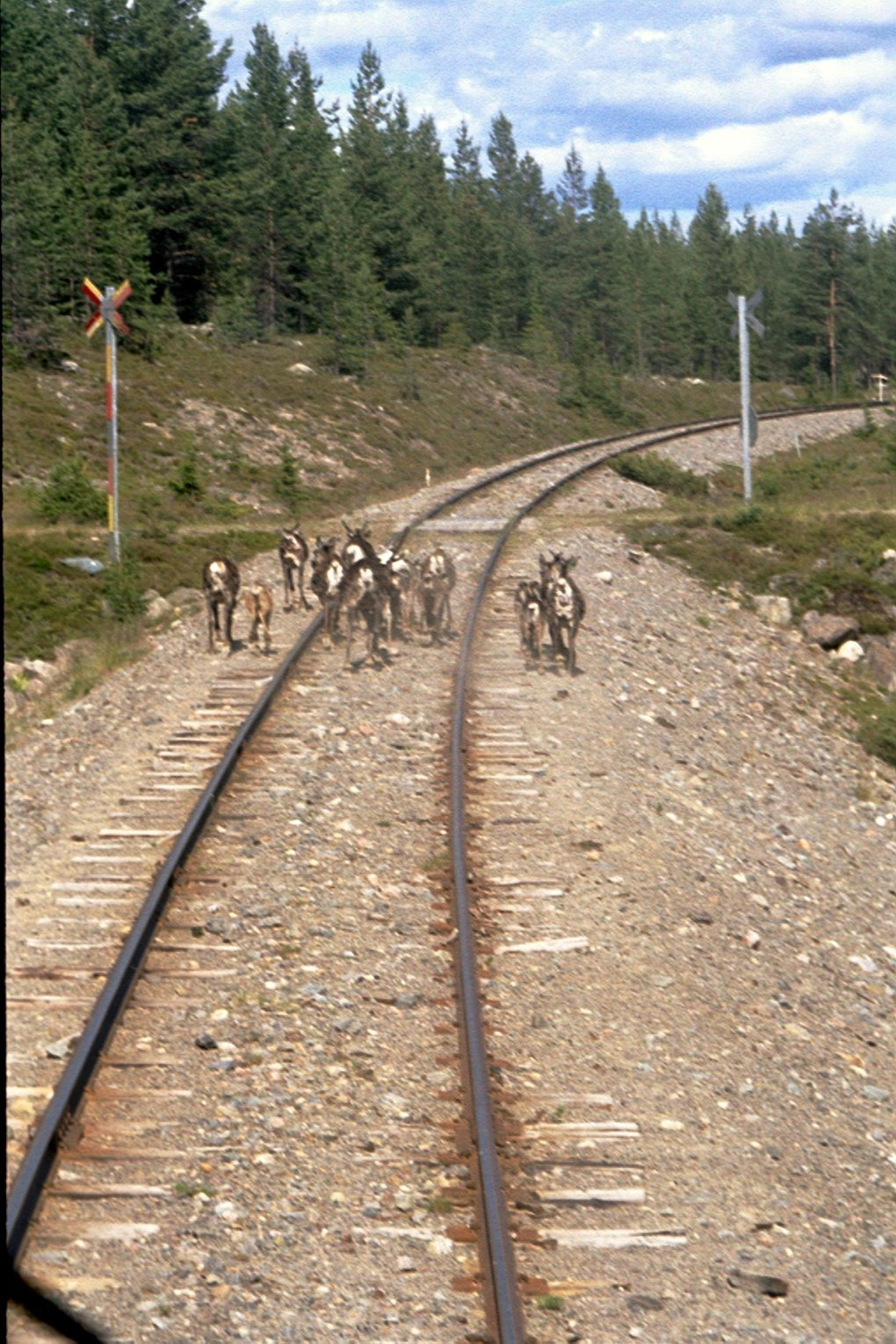
Rentiere im Gleis
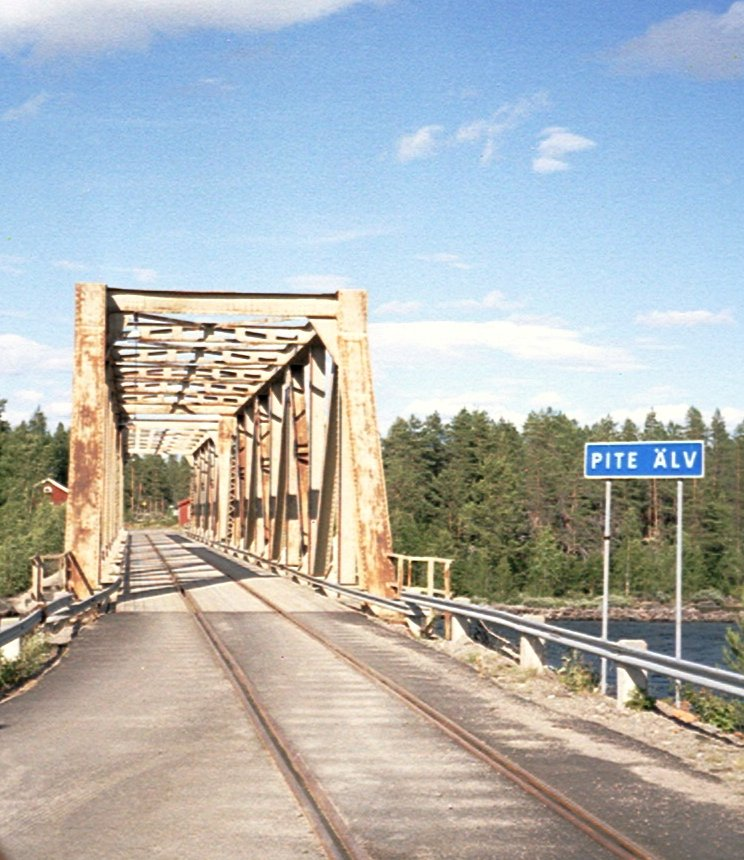
Piteälvsbron
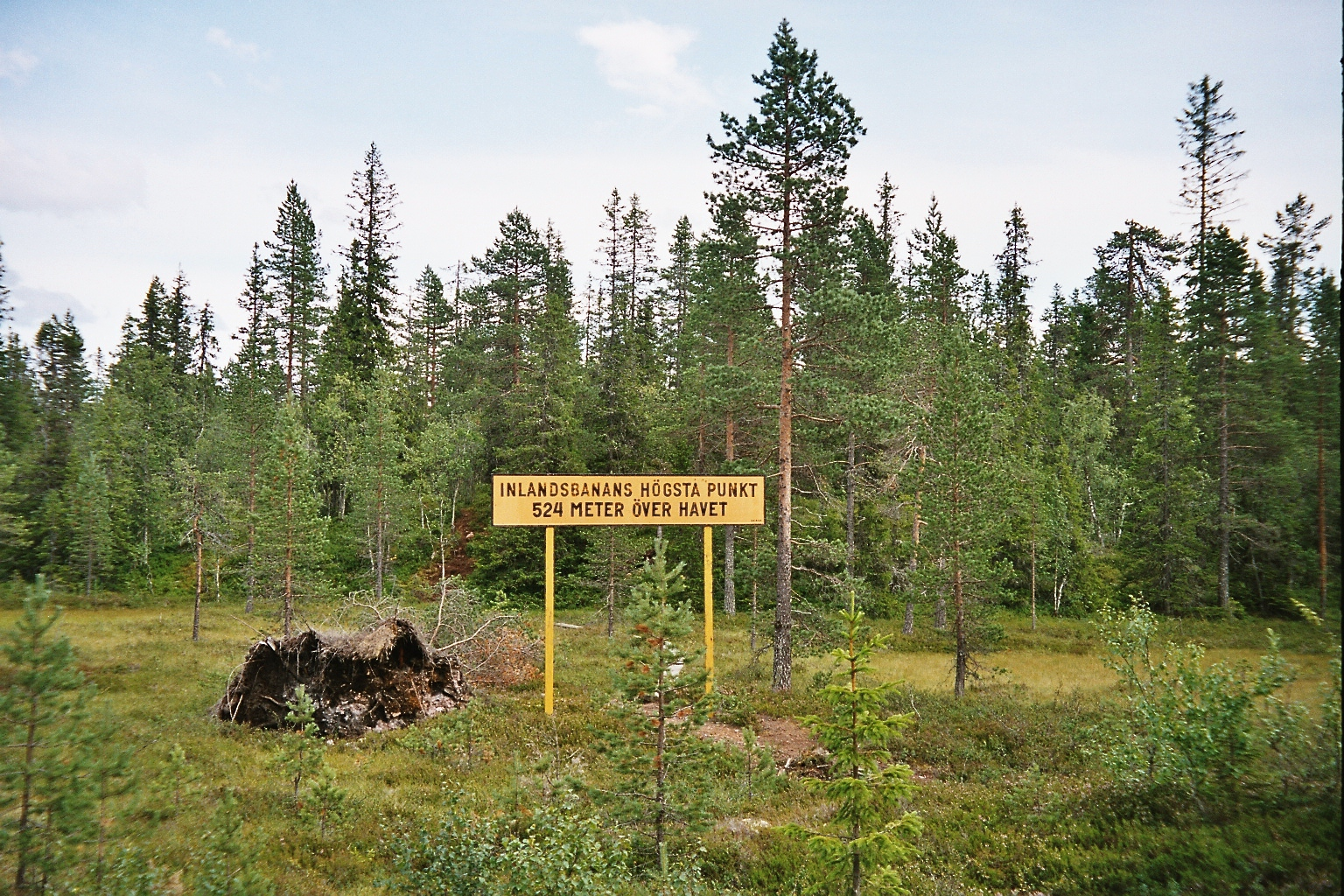
Am Björnidet
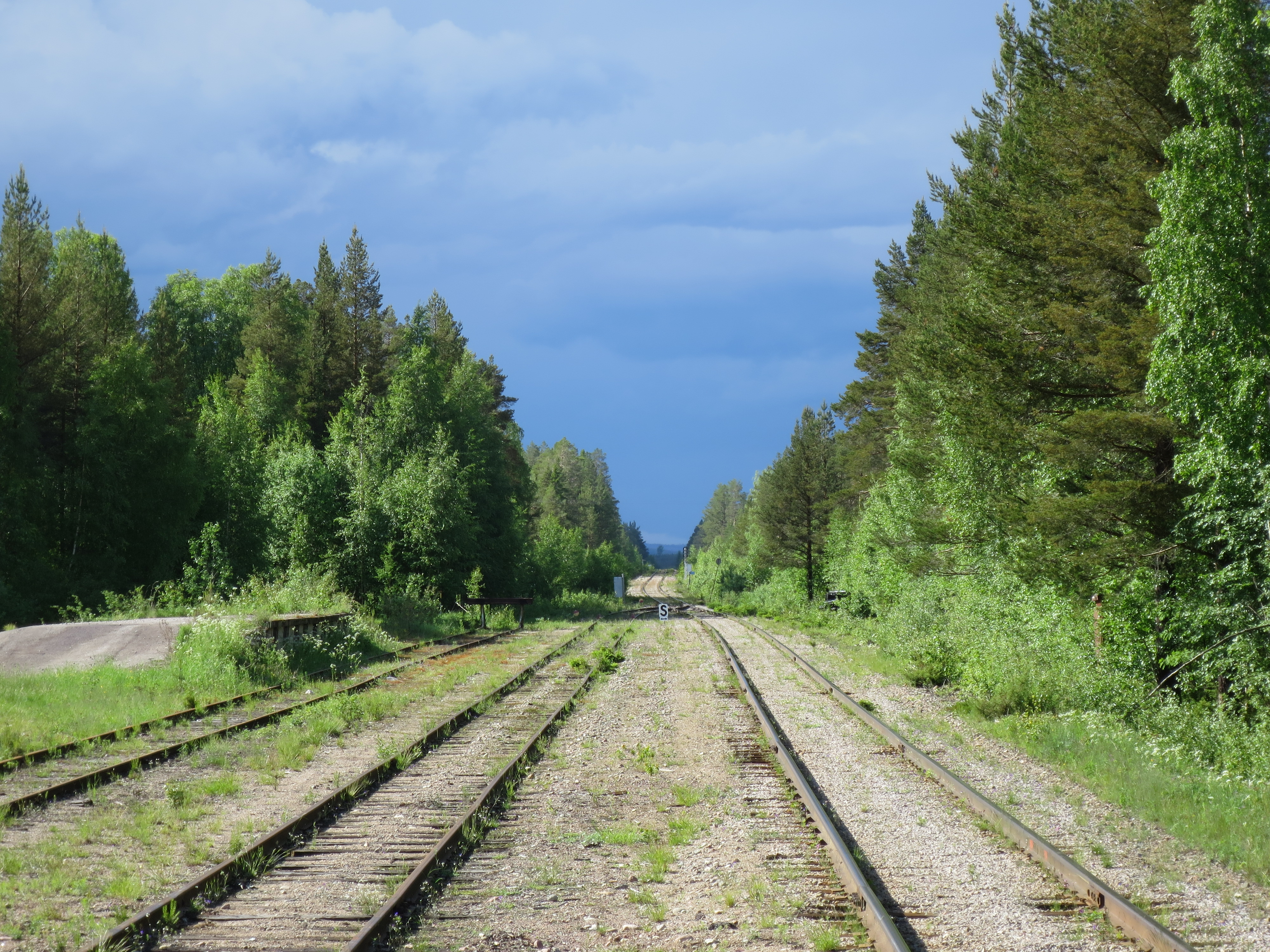
Bahnhof Fågelsjö

### Betrieb

#### Verkehr
Der Bahnbau wurde zu einem Zeitpunkt abgeschlossen, als der Straßenverkehr begann, die führende Rolle zu übernehmen. So gab es schon vor Vollendung der Strecke erste Streichungen im Personenverkehr: Vom 28. Mai 1932 bis zum 21. Mai 1937 sowie vom 1. September 1939 bis zum 30. November 1943 fuhren zwischen Jämtlands Sikås und Hammerdal keine Züge.
Höhepunkt des Betriebs auf der Strecke war die Zeit des Zweiten Weltkriegs. Das formal neutrale Königreich Schweden gestattete dem Deutschen Reich gleichwohl Truppen- und Materialtransporte über sein Territorium nach Norwegen, Finnland und in die nördliche Sowjetunion. Dabei wurden rund zwei Millionen deutsche Soldaten auf der Inlandsbahn befördert.

#### Unfälle
Immer wieder kommt es zu Zusammenstößen mit Wildtieren. Der gefährlichste ereignete sich, als ein Güterzug bei Arvidsjaur 1972 in eine Herde Rentiere fuhr. In den letzten Jahren wird immer wieder von Zusammenstößen berichtet: Am 30. Juni 2013 traf der nordgehende Triebwagen bei Kåbdalis auf eine Herde von 52 Rentieren.
Bei einer Kollision mit einem Elch entgleiste 1972 bei Svenstavik ein Triebwagen aus den 1950er Jahren.
- Gällivare 1929: Am 4. Februar 1929 stieß Zug 3792 neun Kilometer südlich von Gällivare im dichten Schneetreiben mit einem Holzlaster zusammen. Der Zug entgleiste.[22]
- Trollforsen 1935: Am 27. Juni 1935 fuhr bei Joddejaur kurz vor der Station Trollforsen, 12 km nördlich von Moskosel, ein mit 32 Personen besetzter Arbeitszug in eine Gruppe von scheuenden Pferden. Der Zug entgleiste, die Lokomotive stürzte um. 8 Menschen starben, mindestens 13 weitere wurden verletzt. Eine Stele am Ufer des Abmoälven in der Nähe der Unfallstelle erinnert an den Unfall.[23]
- Vikbäcken 1943: Am 10. April 1943 entgleiste der Lokalgüterzug mit Personenbeförderung. Der Gleiskörper wurde auf 100 m Länge zerstört.[24]
- Älvho 1950: Am 2. Juni 1950 entgleisten 22 Wagen des Lokalgüterzuges 8416 südlich vom Älvho.[25]
- Akkavare 1956: Am 28. März 1956 stieß der Schienenbus, Zug 1041, mit dem Lokalgüterzug 8524 zusammen. 16 Personen starben, weitere 10 wurden verletzt.

- Storuman 1974: Am 11. September stieß eine Arbeitsfahrt mit dem bereitgestellten Zug 71063 zusammen. Zwei Eisenbahner starben. Ursache war überhöhte Geschwindigkeit.[26]
- Emådalen 1991: Y1 1366 stieß am 6. Dezember an einem unbeschrankten Bahnübergang mit einem Holzlaster zusammen. Der Triebwagen kam quer zu den Gleisen zum Stehen.[27]
- Porjus 2013: Am 27. September 2013 entgleiste bei Porjus ein Teil eines Güterzugs, der von Kallholsfors (an der Bahnstrecke Orsa–Bollnäs) nach Kiruna unterwegs war und Kalk für die LKAB geladen hatte.[26]
- Älvho 2013: Der Torfzug von Sveg am 29. November 2013 mit der Lok TMZ 1421 blieb auf freier Strecke liegen. Die angeforderte Hilfslok Td 401 kollidierte mit dem stehenden Zug. Es war fast die gleiche Stelle wie bei dem Unfall von 1950.
- Rörström 2014: Am 4. Juli 2014 entgleiste der Kalkzug zwischen Hoting und Dorotea, wobei das Gleis auf einer Länge von 200 Metern zerstört wurde und die Strecke drei Tage unterbrochen war.[28]

#### Betriebseinstellungen
Nach 1950 verlor die Bahn rasch an Bedeutung, im gleichen Maße, wie das Automobil und die Europastraße 45 (damals noch mit anderen Nummern, z. B. Länsväg 242, 296 und 343) an Bedeutung gewannen. Vor allem in den 1960er Jahren wurden große Teile der Strecke stillgelegt:
Nordteil (Gällivare–Östersund):
- Lövliden–Holmsele hamn, Personenverkehr (PV) 5. Oktober 1928,
- Holmsele–Holmsele hamn, Gesamt 1931
- Lövliden–Holmsele, Gesamt 1933
- Jämtlands Sikås–Hammerdal, PV 28. Mai 1932 bis 21. Mai 1937 sowie 1. September 1939 bis 30. November 1943
- Jämtlands Sikås–Hammerdal, PV 1. November 1957
- Jokkmokk–Kåbdalis, Güterverkehr (GV) 22. Mai 1961
- Kåbdalis–Moskosel, GV 31. Mai 1964
- Ulriksfors–Strömsund, PV 23. Mai 1982  (2013 wieder Sommerverkehr)
- Jämtlands Sikås–Hammerdal, GV 1. Juli 1983
- Moskosel–Norra Kikkejaur, GV 1. Januar 1986
- Gällivare–Jokkmokk, GV 25. Mai 1989

Mittelteil (Östersund–Mora):
- Sveg–Hede, Gesamt 1. Februar 1966

Südteil (Mora–Kristinehamn):
- Persberg–Persbergs gruva, 1 km. PV 1. Januar 1917
- Persberg–Persbegs gruva, GV 1. Oktober 1922 – Anschlussbahn
- Filipstad Östra–Finnshyttan, 2 km. PV 1. September 1954
- Filipstad Östra–Finnshyttan, 2 km. GV 31. Mai 1964
- Nyhyttan–Filipstad Östra, 8 km. Gesamt 31. Mai 1964
- Nykroppa–Gåsgruvan, 16 km. Gesamt 31. Mai 1964
- Gåsgruvan–Persberg, 2 km. PV 31. Mai 1964
- Mora–Vika, 11 km. PV 1. September 1969
- Vika–Dalasågen, 59 km. Gesamt 1. September 1969
- Dalasågen–Vansbro, 2 km. Gesamt 1. September 1969 – Anschlussbahn
- Vansbro–Sågen, 31 km. Gesamt 1. September 1969 (nach Tretjärn bis 1974?)[29]
- Sågen–Lesjöfors, 33 km. PV 1. September 1969
- Sågen–Oforsen, 19 km. GV 17. Juni 1974
- Gåsgruvan–Persberg, 2 km. GV 1. Juni 1975
- Oforsen–Lesjöfors, 14 km. GV 1. Januar 1979[30]
- Lesjöfors–Persberg, PV 2. September 1985
- Lesjöfors–Persberg, GV 1. Dezember 1986 (formell: 1. Oktober 1989)[31]
- Persberg–Filipstad, PV 26. Juni 2000
- Filipstad–Nykroppa, PV 15. Juni 2003[32]
- Lomsmyren–Vika: „Underhåll har upphört“ – ohne Verkehr, aber keine offizielle Stilllegung
- Persberg–Filipstad: seit 2012 ohne Verkehr, aber ohne rechtliche Auswirkungen

## Gegenwart

### Streckenerhalt (Mittel- und Nordabschnitt)

#### Personenverkehr
Ab dem Fahrplanwechsel im Dezember 2016 wurde auf Betreiben und mit finanzieller Unterstützung auf dem mittleren Abschnitt – geplant für vier Jahre – wieder täglich und ganzjährig Personenverkehr angeboten: Dieser bestand aus einem Zugpaar für Pendler zwischen Åsarna und Östersund und einem zwischen Orsa und Mora. Dabei sollten zweiteilige Triebwagen des Typs Pesa Link eingesetzt werden. Allerdings wurden die Fahrten zu Beginn des Sommerfahrplans 2017 eingestellt, ohne dass ein Pesa Link gesehen wurde. Inlandståg AB kaufte im Februar 2019 fünf Triebwagen vom Typ Alstom Lint 41 für den Einsatz zwischen Mora und Östersund. Die Triebwagen haben 134 Sitzplätze, was für den Vorortverkehr Mora–Orsa ideal wäre. Für die Langstrecke Mora–Östersund ist allerdings ein Umbau geplant.
Im Winterfahrplan verkehrt ein täglicher Triebwagen von Östersund nach Mora und zurück. In Mora besteht Anschluss an den Intercity von und nach Stockholm. Die Fahrten enden mit Ende der Skisaison Ende April. Des Weiteren verkehrt in der Winterhochsaison sonntags ein durchgehender Schnellzug von Südschweden über Östersund nach Röjan und zurück. Im März 2019 wurde dieser Zug an zwei Wochenenden in Östersund geteilt und endete dann in Storuman mit Halt in Dorotea und Vilhelmina.
Die Personenbeförderung beschränkte sich zunächst auf die Sommermonate und ist ganz auf Touristen ausgerichtet. Durchgehender Personenverkehr auf der gesamten noch erhaltenen Strecke findet nur von Juni bis August statt. In Zusammenhang mit COVID-19 wurde der Sommerverkehr 2020 komplett eingestellt, danach aber wieder aufgenommen. Im Sommer 2025 verkehrt täglich ein Zugpaar zwischen Gällivare und Östersund (Begegnung der Züge am frühen Nachmittag in Sorsele) sowie vormittags ein Zug von Östersund nach Mora und nachmittags wieder zurück.

#### Arvidsjaurs Järnvägsförening
Die Arvidsjaurs Järnvägsförening (Eisenbahnverein Arvidsjaur) besitzt eine Reihe historischer Eisenbahnfahrzeuge. Er bietet regelmäßig von Dampflokomotiven geführte Züge zwischen Arvidsjaur und Slagnäs an, sowie Fahrten im historischen Triebwagen der Baureihe Y7 zum Wintermarkt in Jokkmokk. An ausgewählten Terminen fahren weiter für das Reisebüro der Inlandsbanan AB (ehemals Grand Nordic AB) Sonderzüge im Nordabschnitt.

#### Güterverkehr
Planmäßiger Güterverkehr findet auf der Strecke zwischen Östersund und Storuman statt. Wirtschaftlich am wichtigsten für die Strecke ist die Holzabfuhr zwischen Arvidsjaur und Mora. Führend im Güterverkehr auf der Gesamtstrecke sind das Eisenbahnverkehrsunternehmen Green Cargo und die zur Inlandsbanan AB gehörende Güterverkehrsgesellschaft Inlandståget AB. Des Weiteren wird seit 2013 fast über die Gesamtstrecke gelegentlich Kalk transportiert. Güterverkehr und Tourismus stellen heute wirtschaftlich den Erhalt der Strecke sicher.
Eine schadhafte Brücke über den Länsväg AC 1067 mit der Reduzierung der Streckenklasse auf A legt 2021 praktisch den gesamten Güterverkehr nördlich von Vilhelmina lahm. Perspektivisch ist ein Neubau vorgesehen. Am 8. Dezember 2021 meldete die Inlandsbanan, dass die seit Oktober laufende Sanierung abgeschlossen ist und wieder eine befahrbare Brücke zur Verfügung steht.

#### Verbesserung der Infrastruktur
Im hohen Norden war die Strecke teilweise nur sehr einfach ausgebaut und besaß eine geringe Tragfähigkeit (Streckenklasse A). 2012 wurde der Gleisoberbau zwischen Jokkmokk und Kåbdalis verstärkt. Der Staat stellte hierfür 40 Millionen Schwedische Kronen bereit.
Im Februar 2009 beschloss die Inlandsbanan AB einen Entwicklungsplan. Dieser sah verschiedene Ausbauten der Strecke vor. Als erster Punkt konnte 2012 der Ausbau der Bahnstrecke Arvidsjaur–Jokkmokk von 16 t auf 20 t Achslast abgeschlossen werden – damit ist nun auch der Einsatz der Baureihe TMZ über die gesamte Strecke möglich. Der Abschnitt Sveg–Brunflo soll auf 22,5 Tonnen ausgebaut werden. In einem weiteren Schritt soll zwischen Östersund und Storuman die Streckenhöchstgeschwindigkeit auf 100 km/h erhöht werden. Von 2015 bis 2025 werden der Inlandsbahn 1,8 Mrd. Schwedische Kronen (194 Mio. Euro) für die Infrastruktur zur Verfügung gestellt. Das wird voraussichtlich die Unterhaltungskosten decken, aber keinen Spielraum für größere Verbesserungen ermöglichen. Im Streckenunterhalt ist Infranord tätig.
Trafikverket plant bis zum Jahr 2026 den 3,4 km langen Streckenabschnitt Morastrand–Lomsmyren zu elektrifizieren.

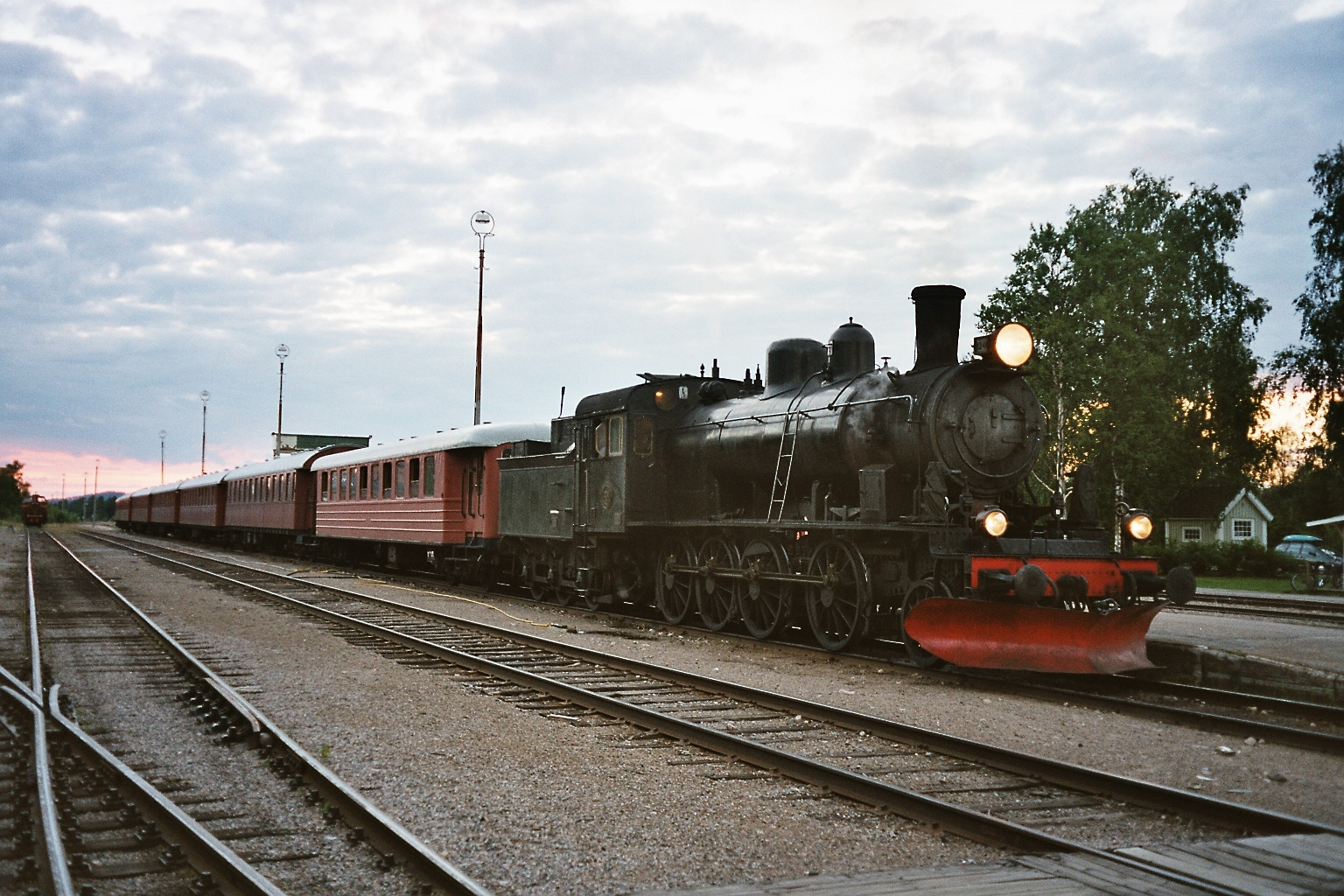
Dampfzug in Arvidsjaur
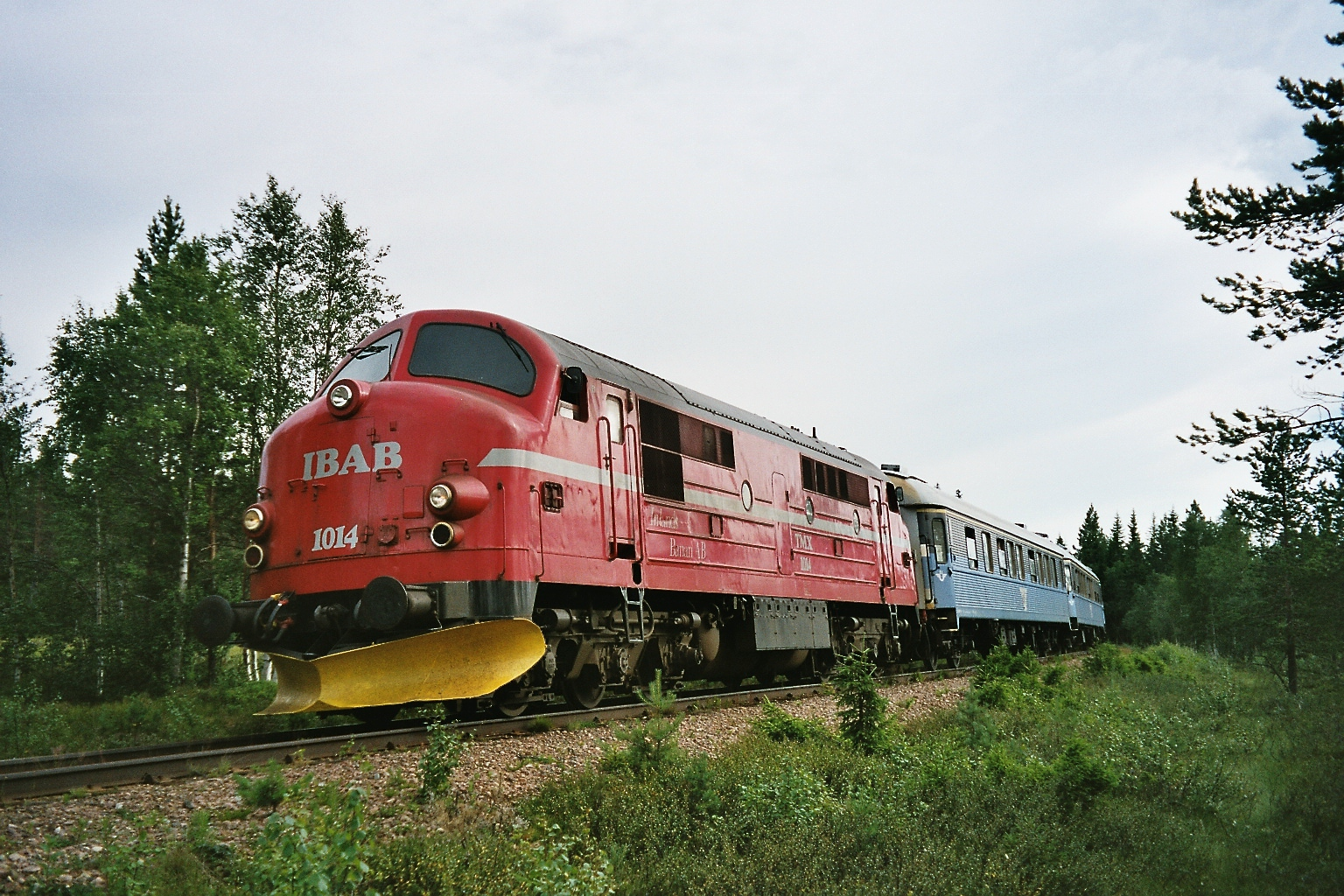
Zug mit alten Wagen
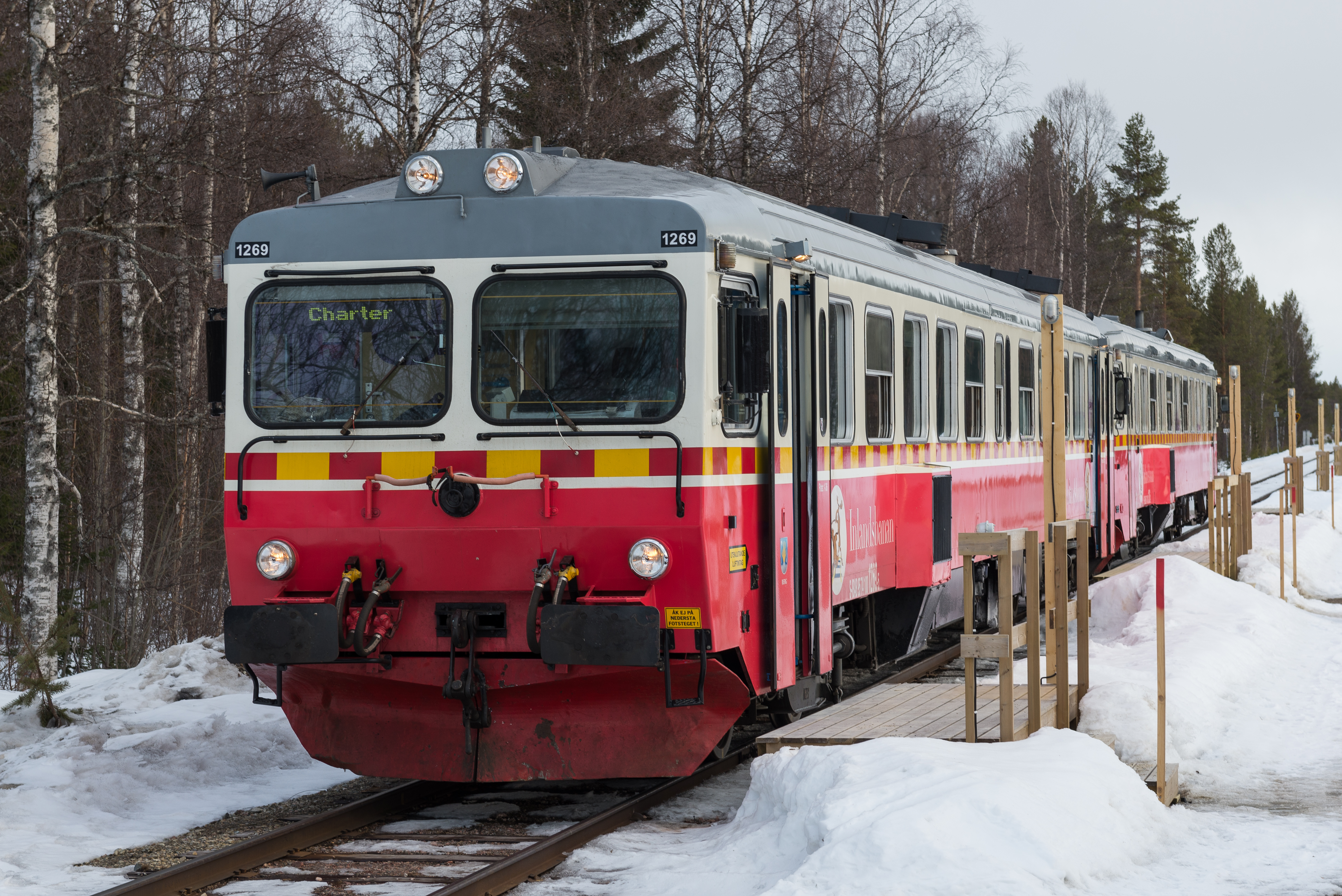
In Röjan
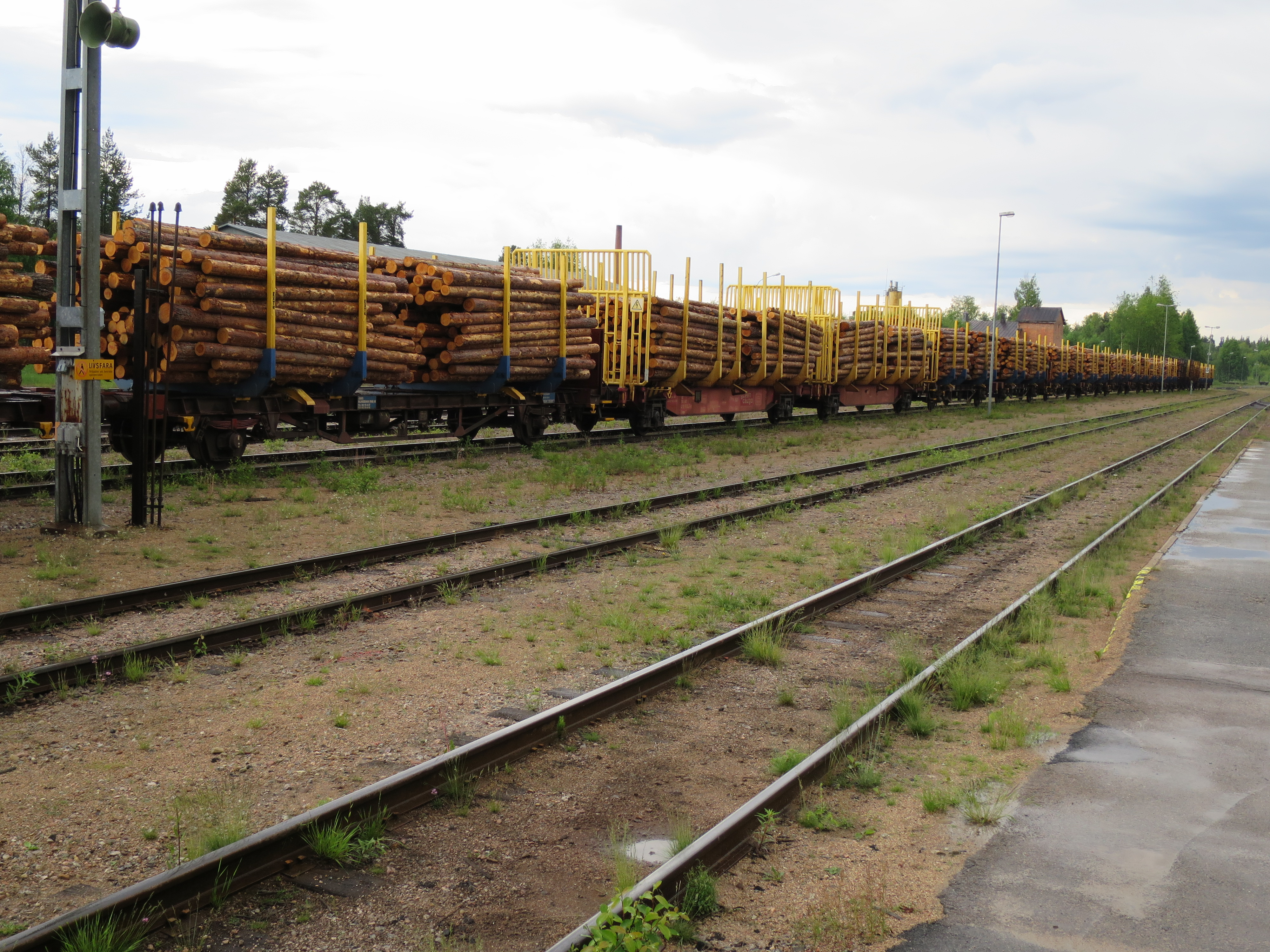
Langholz in Sveg
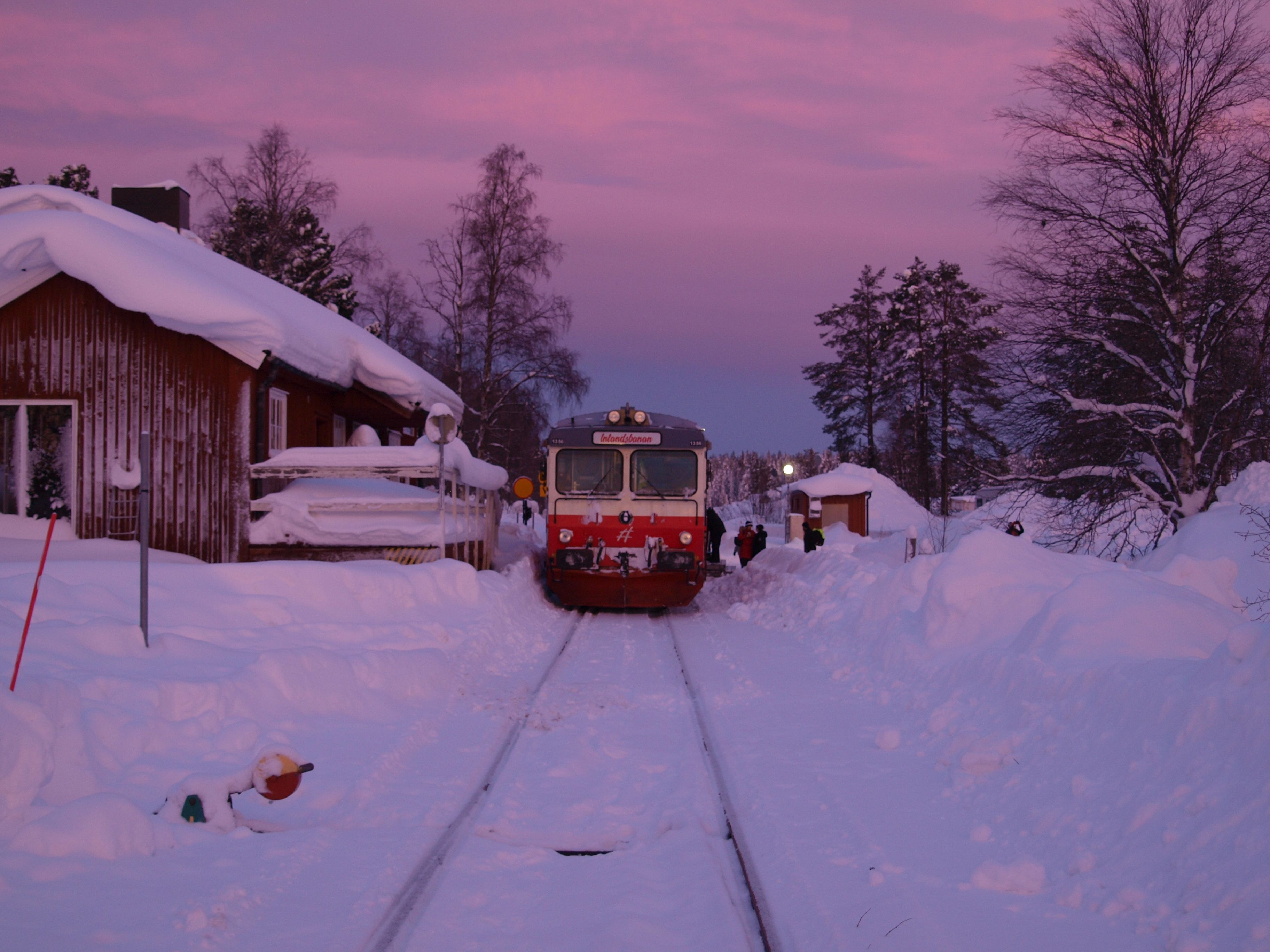
Bahnhof Kåbdalis im Winter

### Südabschnitt
Auf weiten Teilen ist der Verkehr hier eingestellt; lediglich die Abschnitte zwischen Kristinehamn und Persberg sowie zwischen Mora und Vika befinden sich noch in Betrieb. Sie unterstehen der Verwaltung von Trafikverket und werden derzeit von Tågåkeriet i Bergslagen AB (TÅGAB) sowie Green Cargo betrieben.
Da die Gleisanlagen auf den stillgelegten Strecken meist noch vorhanden sind, findet zwischen Persberg und Lomsmyren zum Teil Betrieb mit Fahrraddraisinen statt. Den Personenverkehr haben hier Überlandbusse übernommen.
Zwischen Kristinehamn und Filipstad gibt es noch Güterverkehr. Werktags außer Dienstag und Samstag wird der Bahnhof Filipstad bedient. Die weitere Strecke bis Persberg ist seit 2012 ohne Nutzung, der folgende Abschnitt über Vansbro bis Vika ist stillgelegt. Am 19. Oktober 2011 veröffentlichte die Zeitung Dala-Demokraten einen Artikel zur Zukunft des Abschnittes Persberg–Mora. Hier wird eine Wiederaufnahme des Güterverkehrs bei einer Höchstgeschwindigkeit von 40 km/h in Erwägung gezogen.
Auf dem südwestlichen Teilstück des Abschnitts Mora–Vika, dem 4 km langen Streckenstück zwischen Lomsmyren und Vika, findet seit einigen Jahren wegen Oberbaumängeln kein Zugverkehr mehr statt. Trafikverket schlug deshalb im Oktober 2013 vor, die Instandhaltung dieses Streckenstücks einzustellen. Stimmen die befragten Behörden zu, besteht die Strecke noch drei Jahre ohne Unterhalt weiter. Nach Ablauf dieser Frist wird der Streckenabschnitt, wenn kein Bedarf mehr besteht, endgültig stillgelegt. Aktuelle Informationen – auch zum Übernahmeantrag des gesamten Südabschnittes durch die Inlandsbanan AB – liegen 2020 nicht vor.
Die etwa drei Kilometer lange Strecke von Mora Strand zum Holzterminal Lomsmyren soll bis 2025 durch Trafikverket elektrifiziert werden.

## Strecke und Landschaft
Während die Hauptrichtung der Strecke von Nord nach Süd verläuft, fließen die Flüsse von den Bergen westlich der Bahn in östliche Richtung zur Ostsee. Deshalb mussten im Zuge der Strecke zahlreiche Brücken errichtet werden, und die Bergrücken, die die Flusstäler voneinander trennen, führen zu vielen Kurven in der Strecke, mit denen sie umfahren werden und die Strecke dann wieder in die Täler geführt wird. Die Topografie ist insgesamt aber relativ flach, so dass die Strecke lediglich einen Tunnel aufweist; dieser ist nur 50 m lang.
Bis auf die wenigen Städte an der Linie berührt sie höchstens Dörfer, und einige Haltepunkte existieren auch für Orte, die überwiegend aus Ferienhäusern bestehen. Durch diesen geringen Grad der Erschließung der durchfahrenen Landschaft quert die Strecke meistens Wälder, die nach Norden hin lichter werden. In den Tälern führt die Bahn immer wieder entlang von Mooren.
In Gällivare besteht Anschluss der Inlandsbahn  an die Erzbahn,  die Kiruna und das norwegische Narvik im Norden mit Luleå und der schwedischen Ostseeküste im Süden verbindet. Einige Kilometer südlich des Ortes Jokkmokk überquert die Bahn den nördlichen Polarkreis. Dieser ist beidseits der Strecke mit weiß gestrichenen Steinen, weißen Stangen und einem großen Hinweisschild östlich der Strecke gekennzeichnet. Zwischen Hoting und Dorotea führt die Strecke kilometerlang über die Flussinsel Långön, die damit die größte schwedische Binnenland-Insel mit einer Eisenbahnstrecke ist.
Auf der noch vorhandenen Bahnstrecke zwischen Vika und Gällivare kreuzt die Inlandsbahn 17 Mal die Europastraße 45 niveaugleich (Bahnübergang) zuzüglich etlicher Brücken und Unterführungen.

## Bauliche Besonderheiten

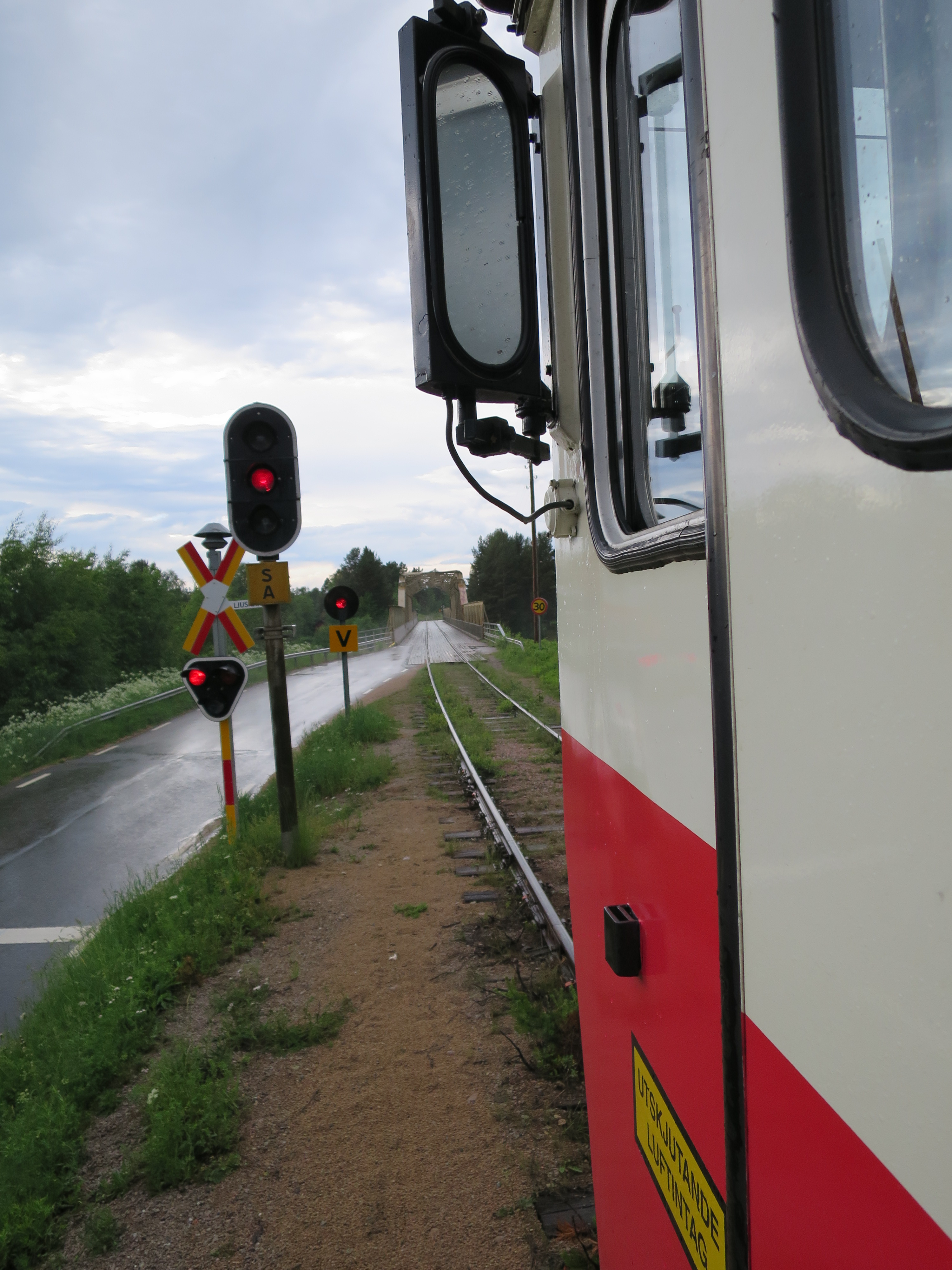
Überfahrt über die Mankellbron: Die Ampel zeigt schon, das Eisenbahnsignal noch Rot.
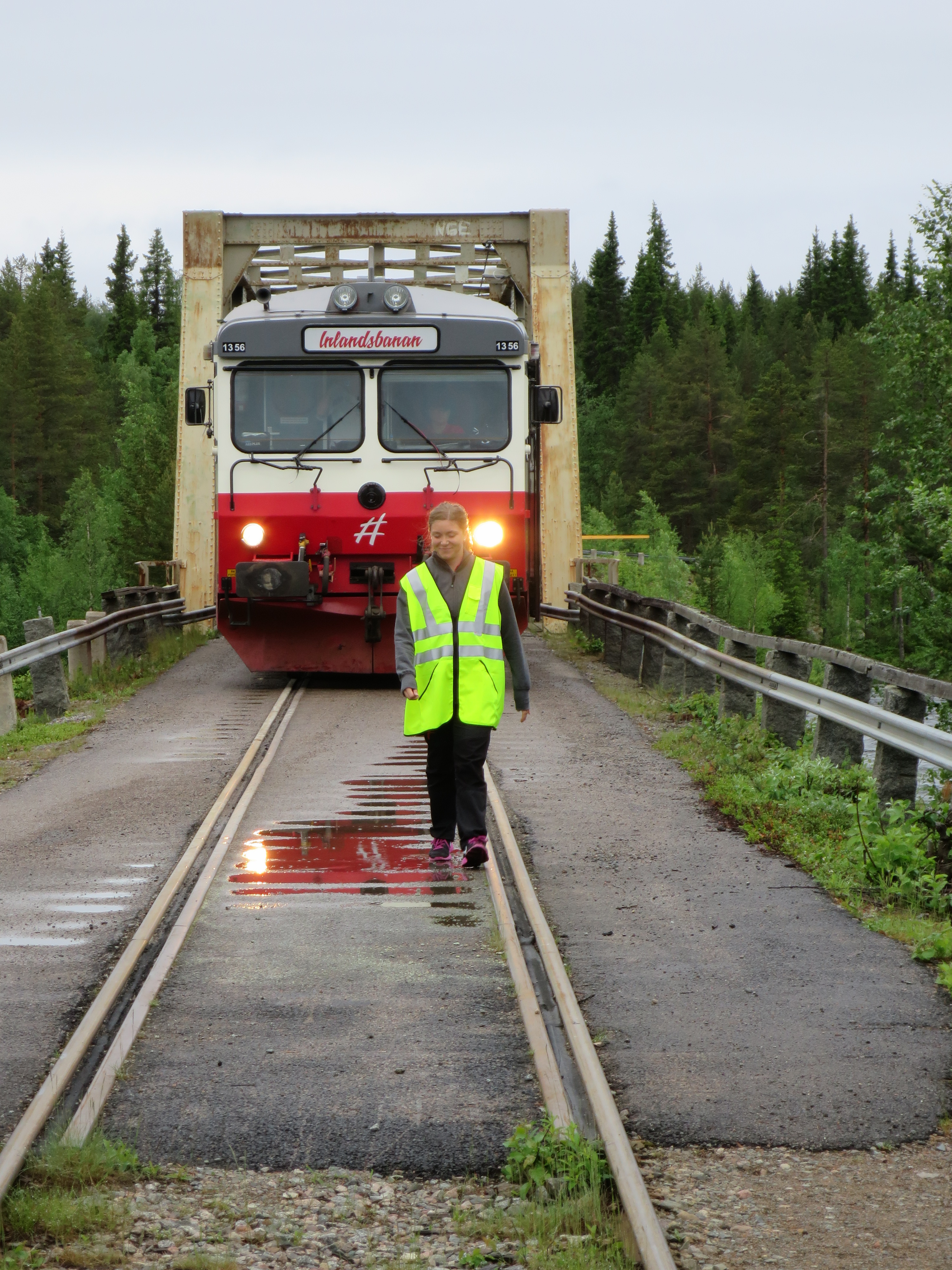
Zugfahrt über die Piteälvsbron
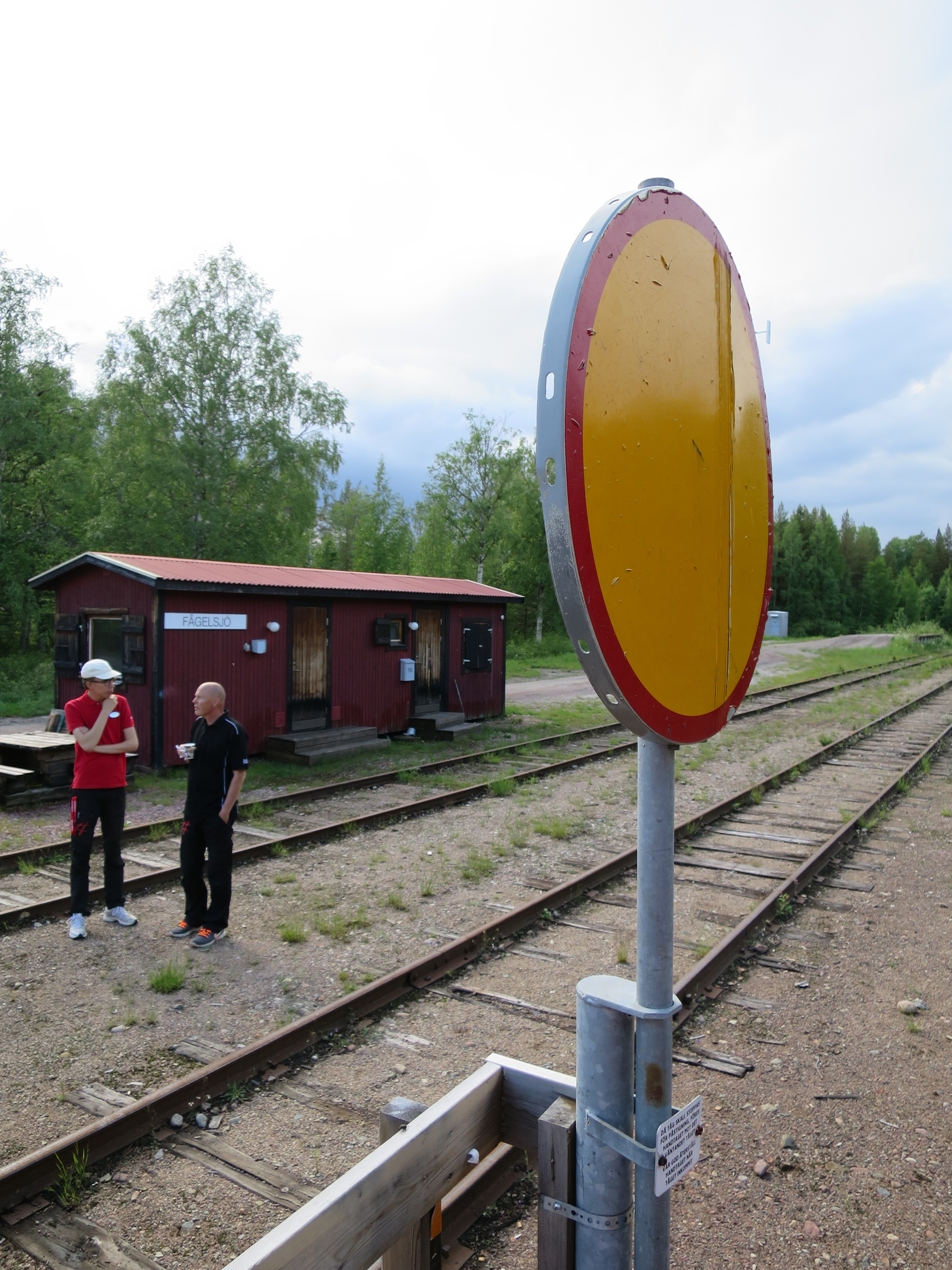
Signal für „Halt auf Verlangen“ im Bahnhof Fågelsjö
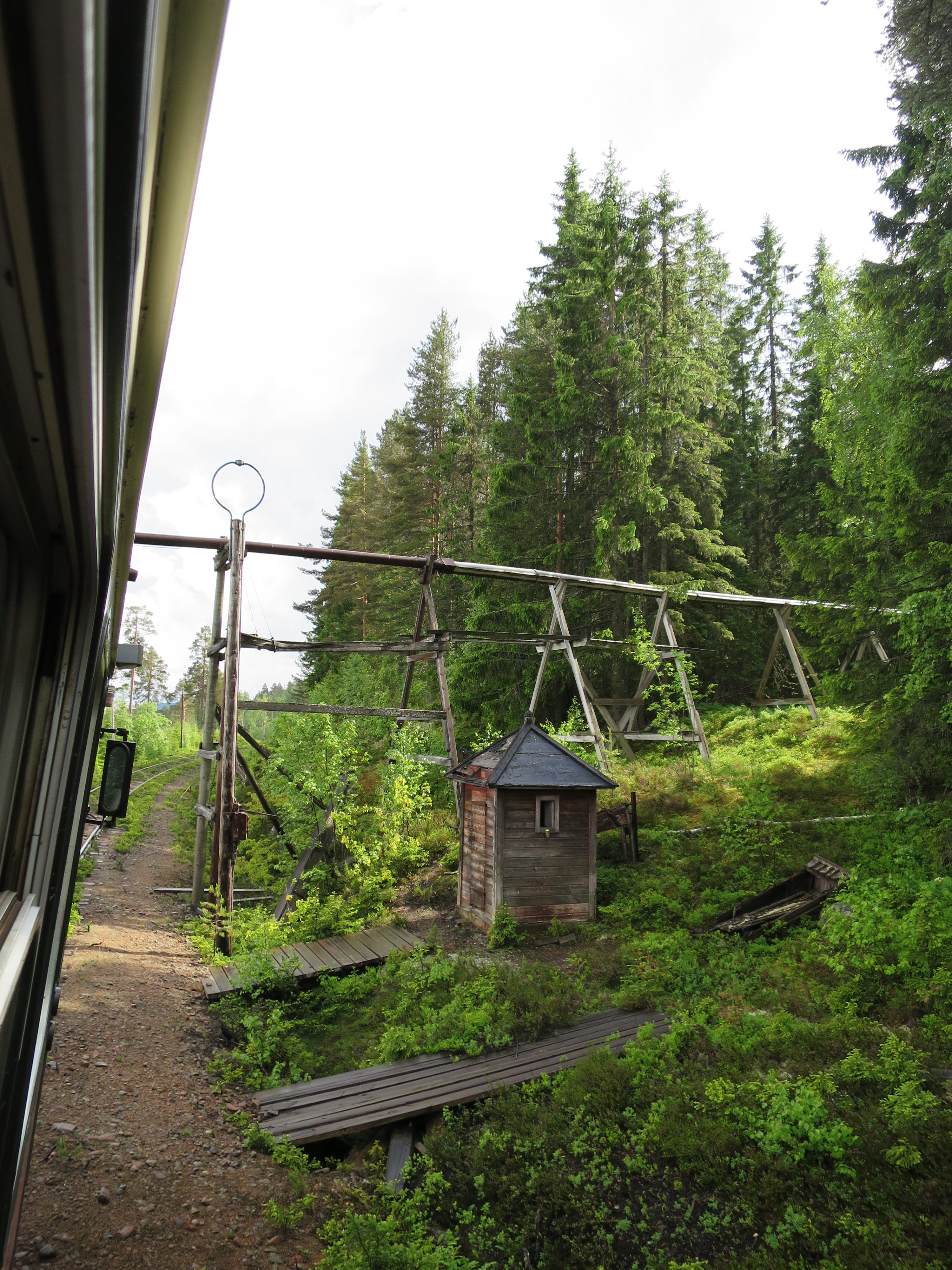
Wasseraufnahmestelle an der Strecke bei Älvho

### Kombinierte Schienen-Straßen-Brücken
Die Inlandsbahn nutzt heute noch zwei kombinierte Schienen-Straßen-Brücken, auf denen sich die Eisenbahn und der Straßenverkehr eine Fahrbahn teilen. Dabei handelt es sich um die Mankellbron (Mankell-Brücke) bei Sveg und die Piteälvsbron (Brücke über den Piteälven) bei Moskosel. Früher gab es weitere derartige Brücken, etwa die über den Ångermanälven bei Bränna oder den Stora Luleälven bei Porjus.
Solche Brücken waren mit einem Wärter besetzt, der bei Zugfahrten den Straßenverkehr anhielt. Inzwischen besitzen beide Brücken eine halbautomatische Sicherungsanlage, die, sobald sich ein Zug nähert, ein rotes Blinklicht für den Straßenverkehr einschaltet. Erst nachdem der Zug gehalten und sich ein Eisenbahner überzeugt hat, dass die Brücke frei ist, darf per Knopfdruck die Schrankenanlage geschlossen werden und das Eisenbahnsignal schaltet auf Grün.

### Formsignale
Wenige Bahnhöfe an der Strecke haben noch Formsignale, so in Moskosel, Buresjön und Kitajaur. Betriebliche Bedeutung haben sie nur in Moskosel. Hierfür ist eine besondere Anlage in der Betriebsunterlage („Linjebok“) notwendig, da Formsignale nicht mehr im schwedischen Signalbuch enthalten sind. 2010 wurde in Moskosel die gesamte örtliche Stellwerksmechanik überholt.

### Kleinster Bahnhof Schwedens
Die Station Buddnakk wird in verschiedenen Reiseführern sowie von der Inlandsbahn selbst als der kleinste Bahnhof Schwedens bezeichnet. Das Wartehaus ist nicht viel größer als ein Toilettenhäuschen, und es existiert ein kurzer hölzerner Bahnsteig. In den Fahrplänen der Inlandsbahn ist und war Buddnakk nicht enthalten. Buddnakk wird vom Dampfzug Arvidsjaur–Slagnäs der Arvidsjaurs Järnvägsförening bedient.

## Betriebliche Besonderheiten

### Streckensicherung
Die Streckensicherung wird von der Zugleitung Nord von Trafikverket mit Sitz in Gävle für die gesamten Strecken der Inlandsbanan AB durchgeführt. Es gibt keinen Streckenblock, die Ein- und teilweise die Ausfahrten der Bahnhöfe werden durch Einfahr- und Ausfahrsignale gesichert, ebenso viele niveaugleiche Bahnübergänge. Die Triebfahrzeugführer stehen in telefonischem Kontakt mit der Zugleitstelle.
Nachdem es in der Vergangenheit bei Zugkreuzungen auf unbesetzten Bahnhöfen zu Unfällen gekommen ist (siehe beispielsweise oben: Akkavare im Jahr 1956), sind heute Zugkreuzungen im manuellen Zugsicherungssystem („System M“) nur auf Bahnhöfen gestattet, die mit einem Fahrdienstleiter besetzt sind. Da es sich in der Regel bei dem geringen Verkehrsaufkommen nicht rechnet, die Bahnhöfe dauerhaft besetzt zu halten, werden Fahrdienstleiter bei einer anstehenden Zugkreuzung zu dem entsprechenden Bahnhof entsandt. Auf der Nordstrecke betrifft dies beispielsweise die Bahnhöfe Kåbdalis und Moskosel.
In den letzten Jahren wurde mit dem Umbau wichtiger Bahnhöfe auf Fernsteuerung begonnen. Damit können etliche Bahnhöfe von einem der drei ständig besetzten Bahnhöfe – Sveg, Hoting und Storuman – bedient werden. Dazu wurden unter anderem neue Einfahrsignale mit zusätzlichen Zwischen- und Ausfahrsignalen aufgestellt. Anfang 2019 betrifft das die Bahnhöfe Orsa, Fågelsjö, Röjan, Svenstavik, Sorsele, Arvidsjaur und Jokkmokk.

### Halt auf Verlangen
Im dünn besiedelten Nordschweden sind Haltepunkte und kleine (unbesetzte) Bahnhöfe mit einer Signaltafel – gelbe Scheibe mit rotem Rand – ausgestattet, die von dem Reisenden gedreht werden kann, so dass die Scheibe in Richtung des nahenden Zuges zeigt. Damit zeigen diejenigen, die einsteigen wollen, dem Triebfahrzeugführer, dass er halten soll. Der Zug hält an, und das Signal muss von Hand zurückgestellt werden. Diese Tafel trägt den Spitznamen Plåtstins, was  „Blech-Stationsinspektor“ bedeutet.

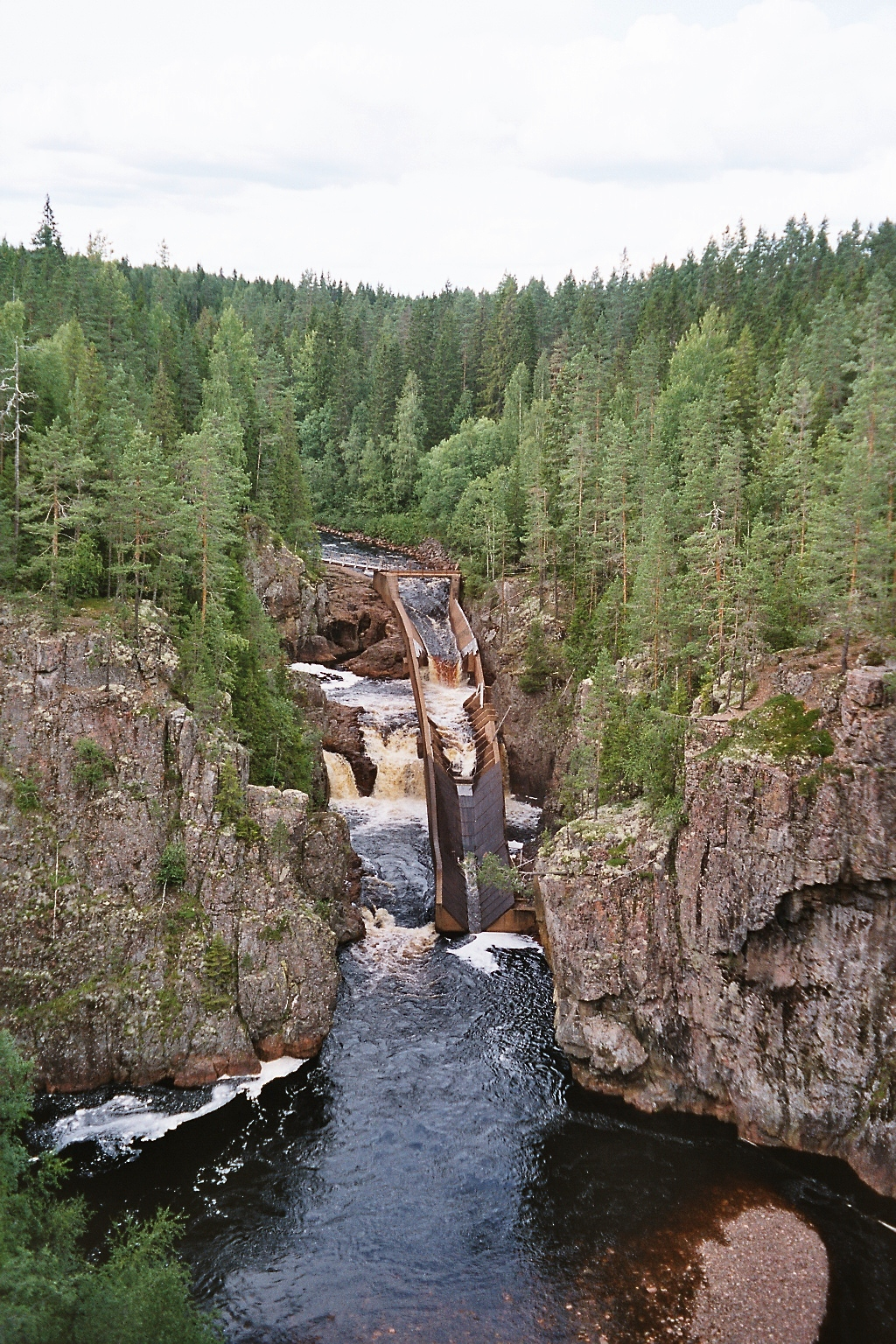
Ämån mit Rutsche zum Flößen von Baumstämmen
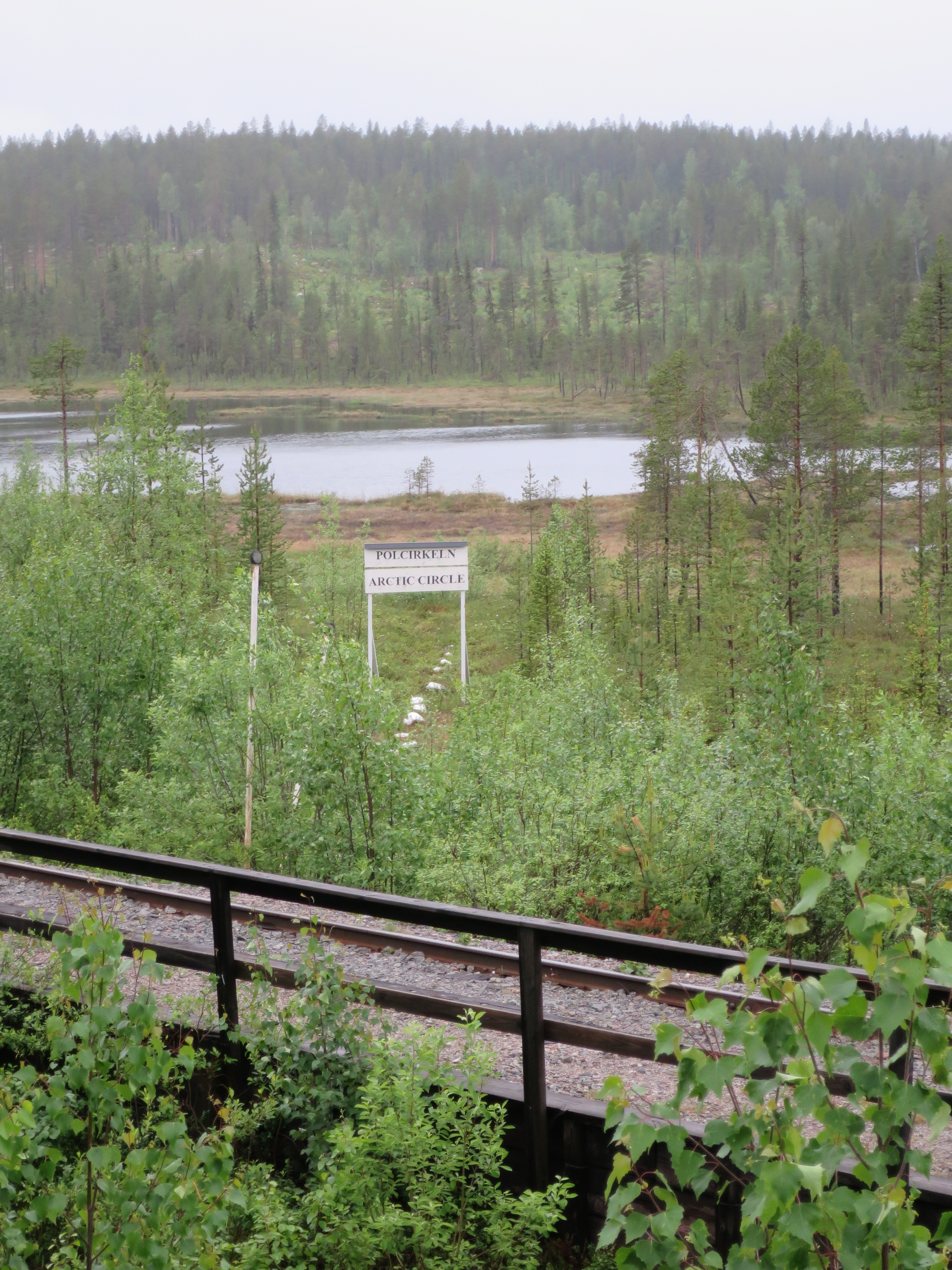
Strecke kreuzt den Polarkreis
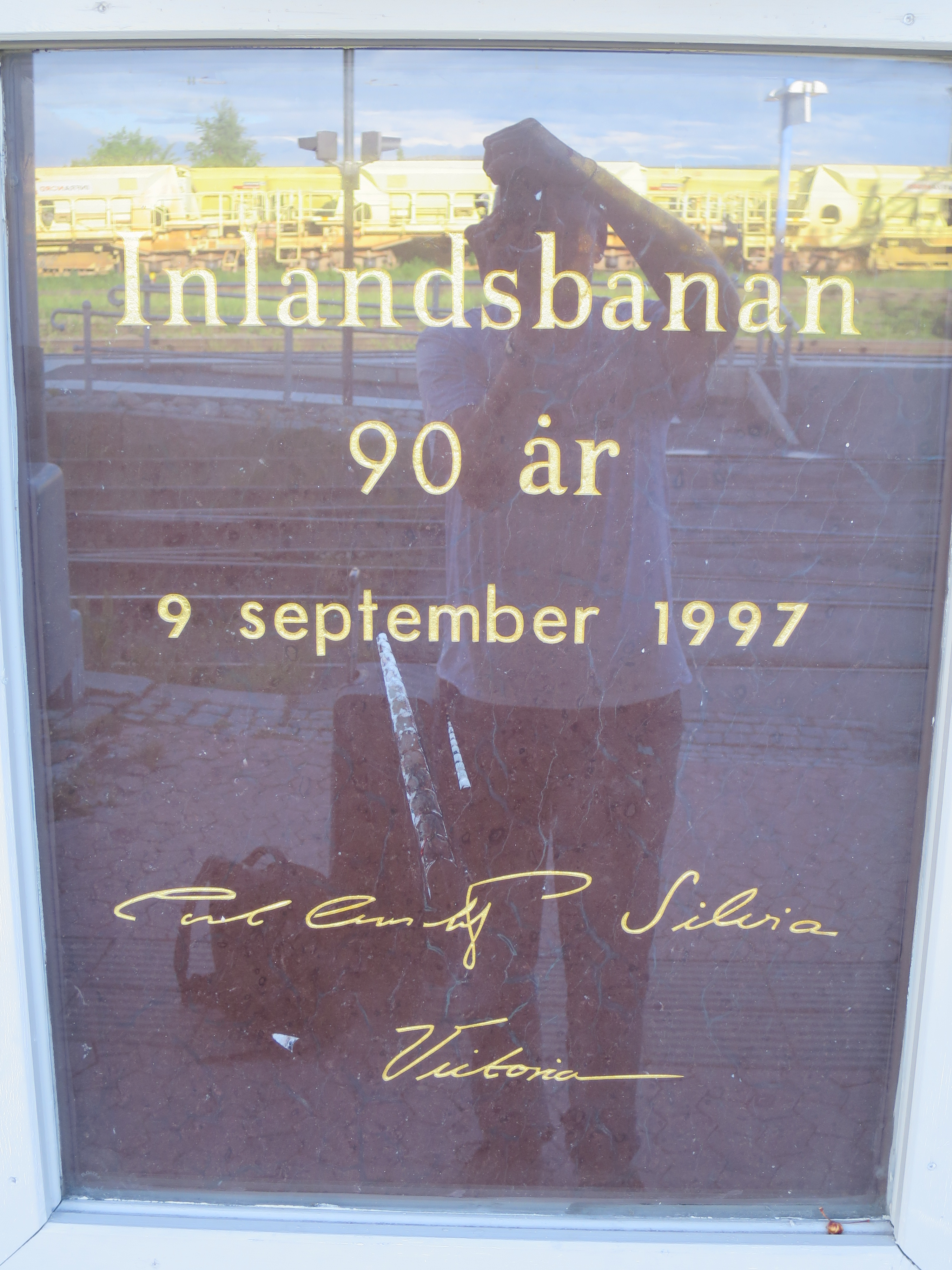
Gedenktafel am Bahnhof Östersund Central mit den Unterschriften von König Carl XVI. Gustaf, Königin Silvia und Kronprinzessin Victoria von Schweden
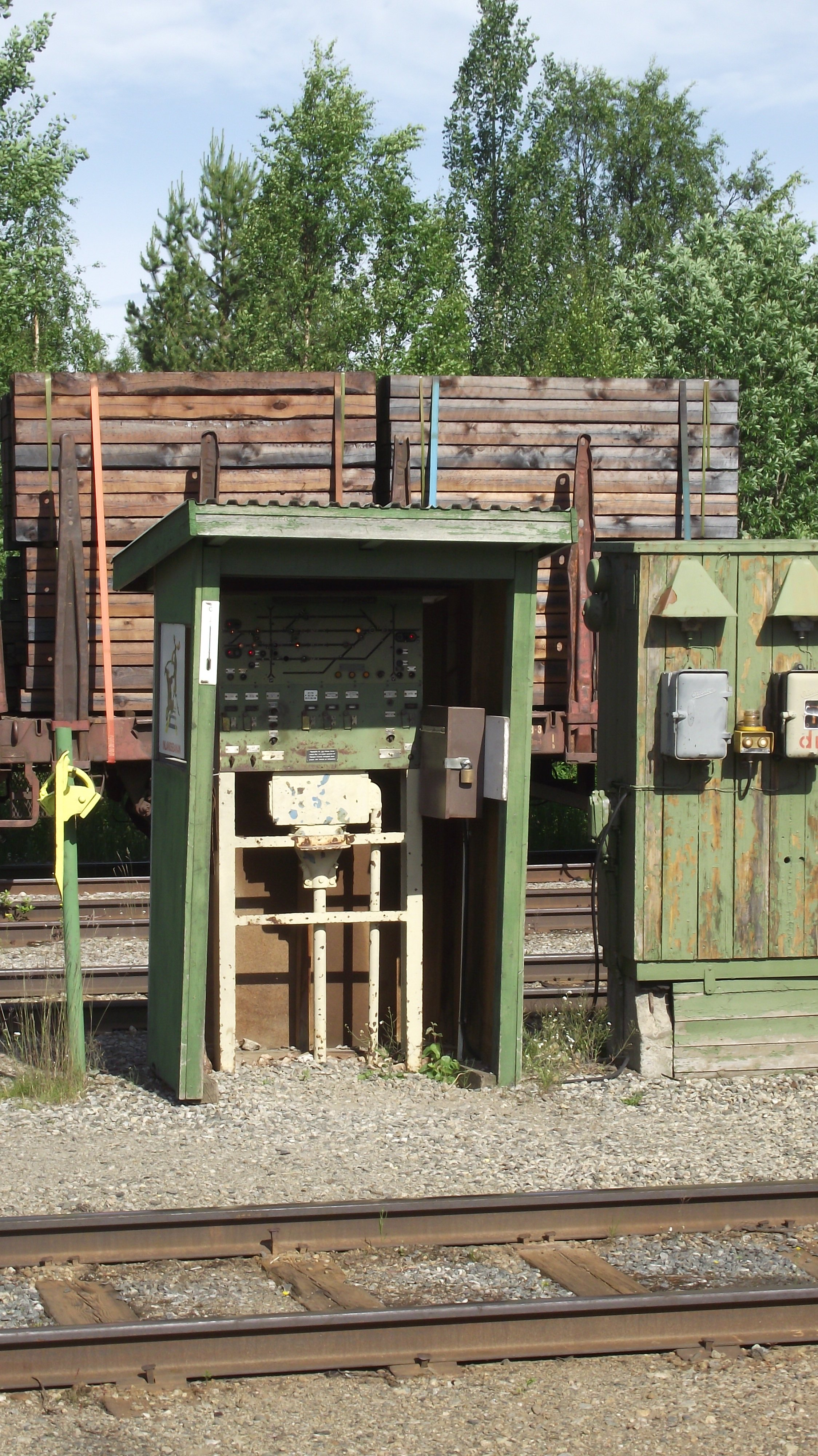
Zugsicherungsanlage in Storuman

## Kulturelle Bedeutung
Die Strecke ist diejenige in Schweden, „um die sich die meisten Erzählungen, Mythen, Hoffnungen und Träume ranken“. Sie wurde besungen und viele Geschichten und Anekdoten werden von ihr erzählt. Der schwedische Denkmalschutz stuft die Bahnstrecke heute hoch ein, da hier viele Anlagen aus der ersten Hälfte des 20. Jahrhunderts weitgehend unverändert erhalten sind. Empfangsgebäude und Güterschuppen sind in der Regel Typenbauten aus Holz im Heimatstil.